# National Film Registry
National Film Registry – lista filmów budujących dziedzictwo kulturalne Stanów Zjednoczonych, wybranych przez National Film Preservation Board do przechowywania w Bibliotece Kongresu Stanów Zjednoczonych. National Film Preservation Board powstało w 1988 roku, na mocy ustawy National Film Preservation Act, którą zatwierdzano następnymi ustawami z 1992, 1996, 2005 i 2008 roku. W myśl ustawy z 1996 roku utworzono także organizację typu non-profit National Film Preservation Foundation, która jest stowarzyszona z National Film Preservation Board, ale uzyskuje fundusze z prywatnego sektora.
Do National Film Registry może być włączanych do dwudziestu pięciu filmów rocznie, które są „kulturalnie, historycznie lub estetycznie znaczące”. Przy selekcji nie bierze się pod uwagę popularności danego obrazu. Celem projektu jest również podniesienie świadomości publicznej na temat ochrony filmów, aby można je było przekazywać przyszłym pokoleniom; jednakże włączenie do National Film Registry nie gwarantuje faktycznej konserwacji w National Audio-Visual Conservation Center, którą stara się zapewnić z pomocą producentów, dystrybutorów i innych podmiotów. Dodatkowym warunkiem selekcji jest wiek filmu wynoszący co najmniej dziesięć lat.
Nie ma ograniczeń co do jego długości i wcześniejszego rozpowszechniania w kinach. Na liście powinien znajdować się cały zakres i różnorodność amerykańskiej spuścizny filmowej, począwszy od klasyków Hollywoodu poprzez kroniki filmowe, filmy nieme, eksperymentalne, pozbawione ochrony prawami autorskimi, serie filmowe, znaczące filmy amatorskie, dokumentalne, niezależne, domowe produkcje, aż po filmy telewizyjne i teledyski. W 2017 roku na liście znajdowało się 725 tytułów.
Najstarszym filmem jest Lekkoatleta z Newark (1891). Najliczniej reprezentowanym rocznikiem jest 1939 z dziewiętnastoma pozycjami.

## Filmy

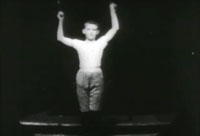
Lekkoatleta z Newark (1891) jest najstarszym filmem znajdującym się w archiwum

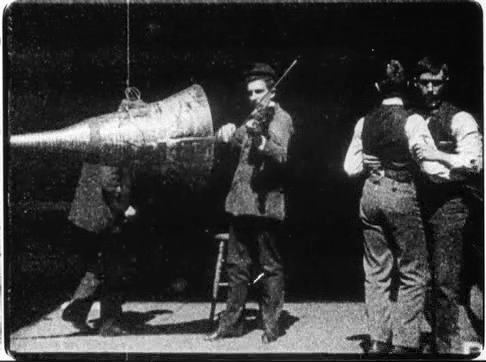
Dickson Experimental Sound Film (1894–95) jest najstarszym znanym filmem z zarejestrowanym dźwiękiem

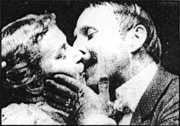
Pocałunek (1896) to jeden z pierwszych filmów pokazanych szerszej publiczności

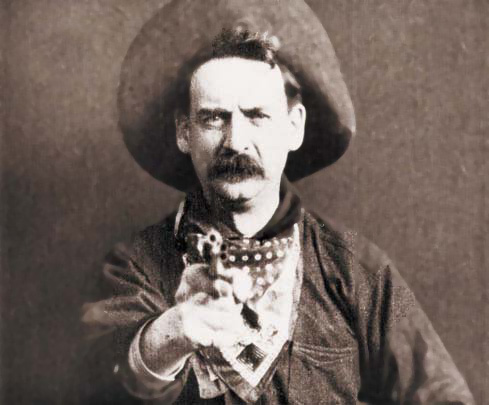
W Napadzie na ekspres (1903) wykorzystano wiele nowatorskich technik filmowych, m.in. montaż równoległy

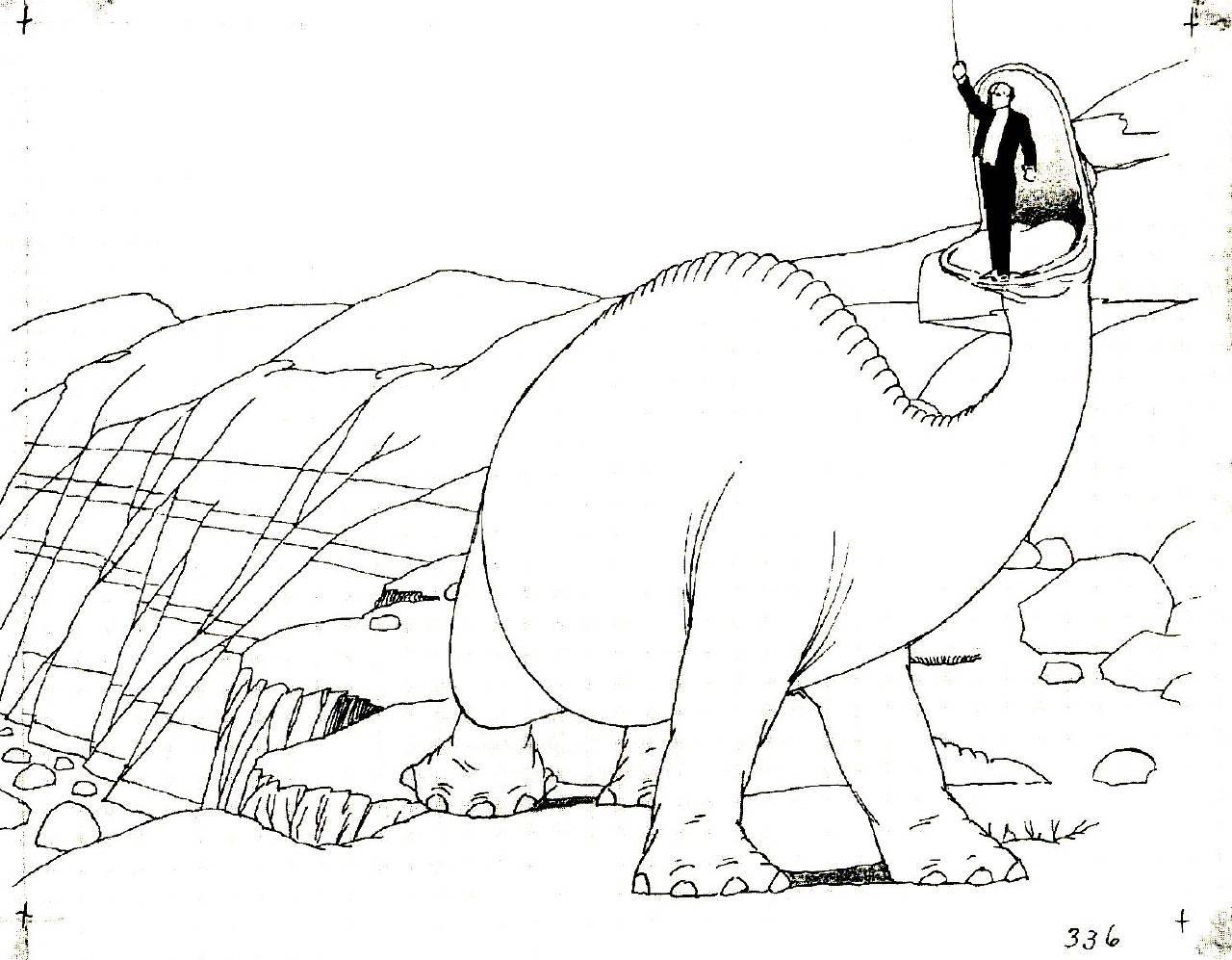
Mimo że Gertie the Dinosaur (1914) nie był pierwszym filmem animowanym, dinozaur Gertie stał się pierwszym popularnym kreskówkowym bohaterem

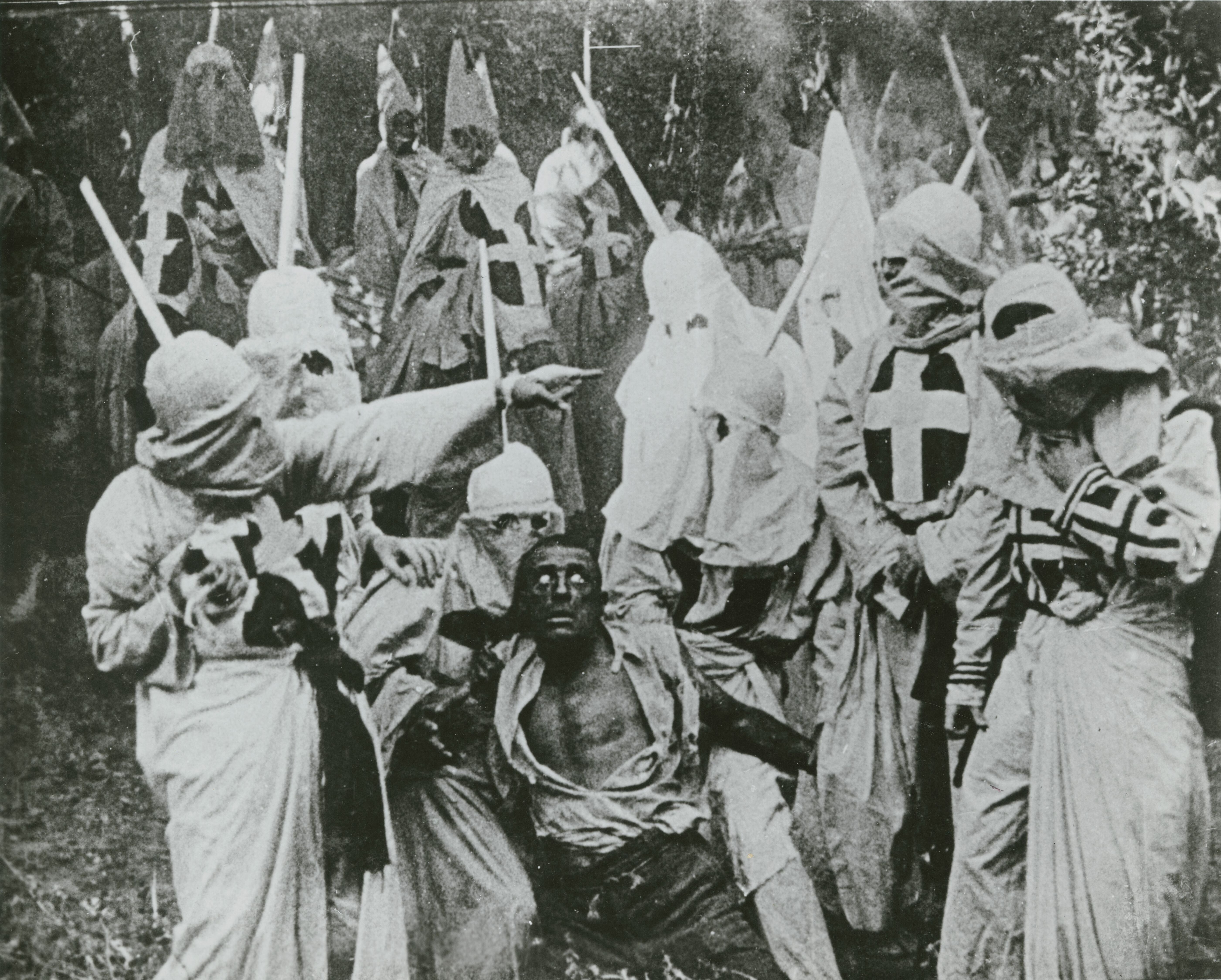
W kontrowersyjnych Narodzinach narodu (1915) zastosowano pionierskie techniki zdjęciowe, a sam film stał się pierwszym hollywoodzkim hitem

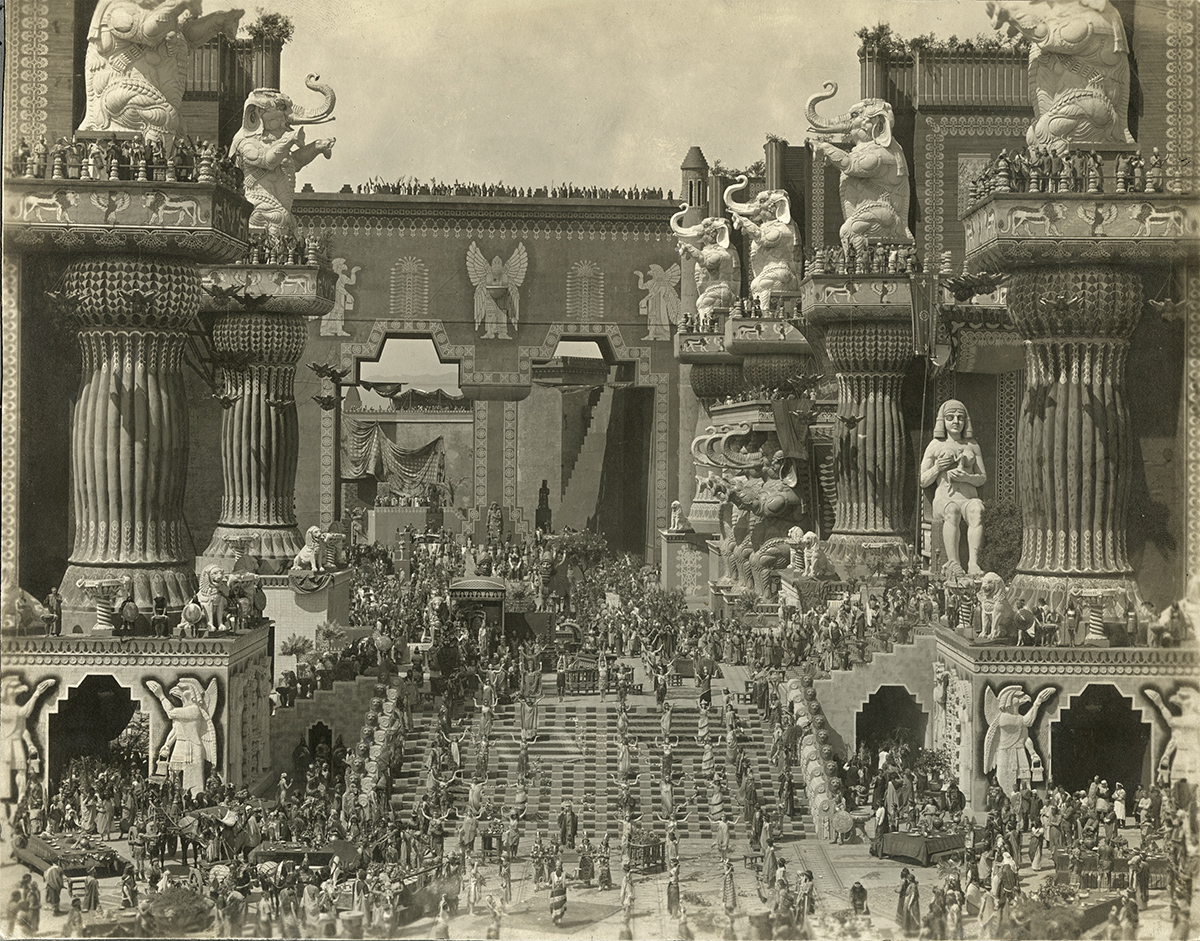
Monumentalna scenografia Babilonu w Nietolerancji (1916)

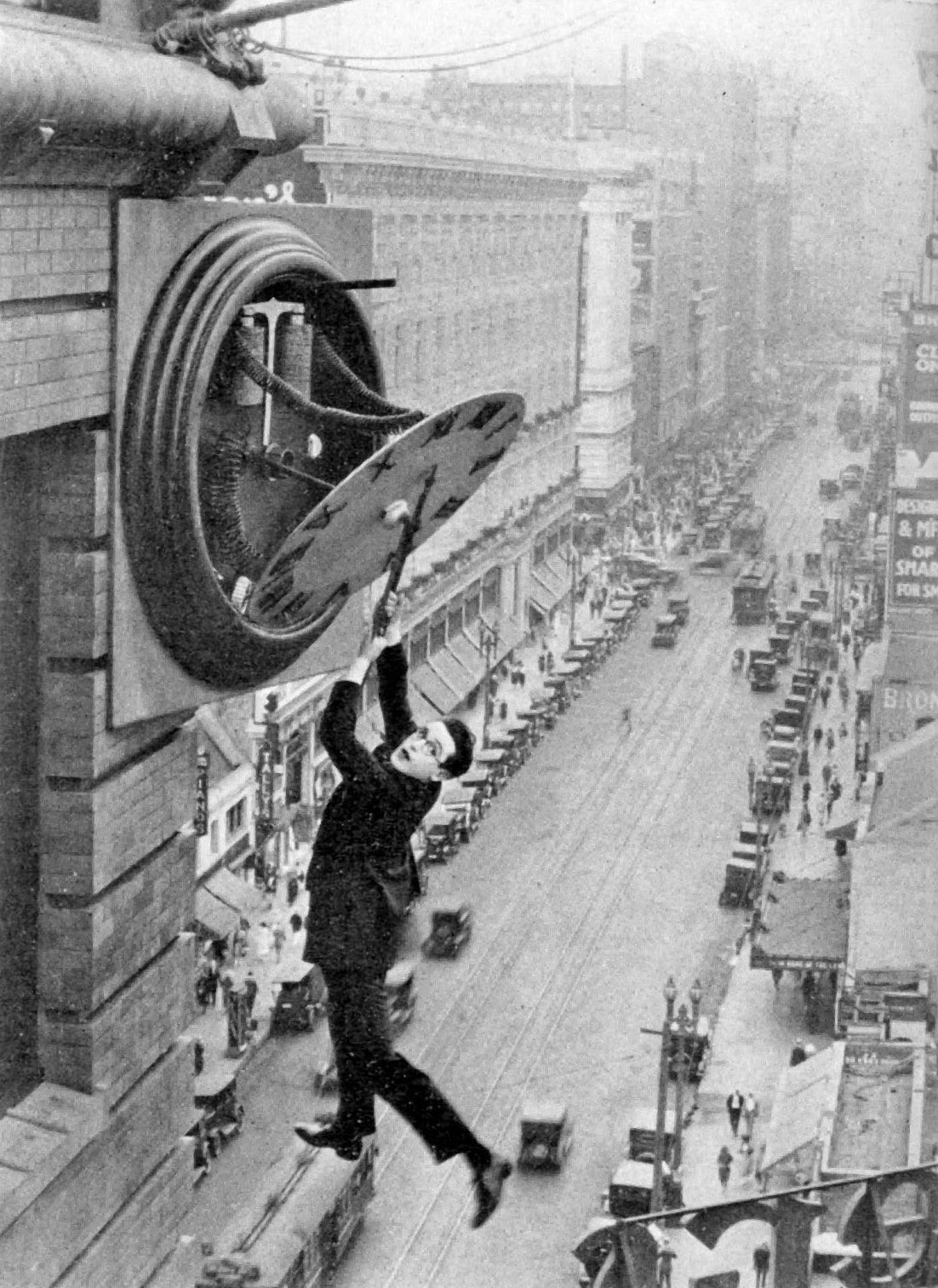
Scena zegarowa z komedii Jeszcze wyżej! (1923)

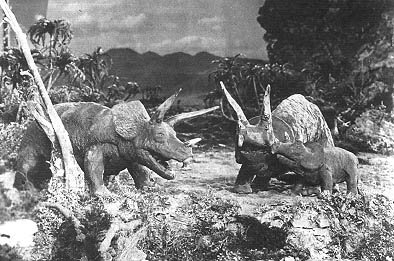
W Zaginionym świecie (1925) połączono żywą grę aktorów z animowanymi dinozaurami

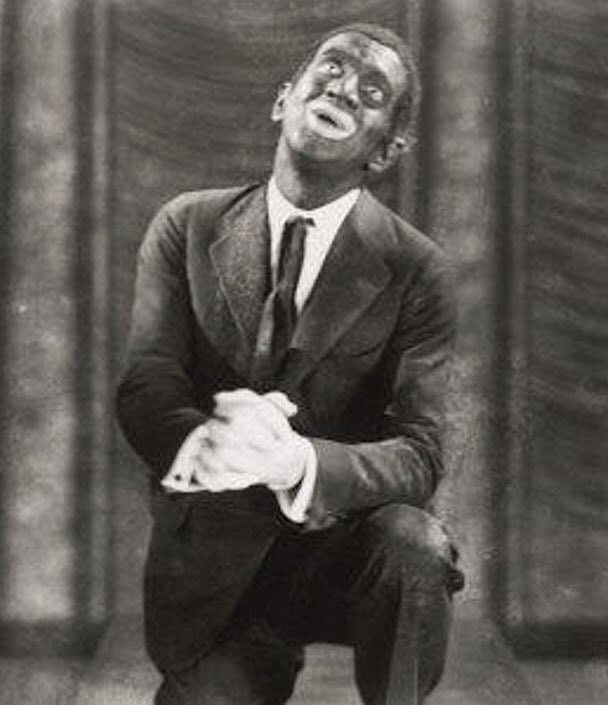
Śpiewak jazzbandu (1927) był pierwszym pełnometrażowym filmem muzycznym oraz zapoczątkował schyłek filmu niemego

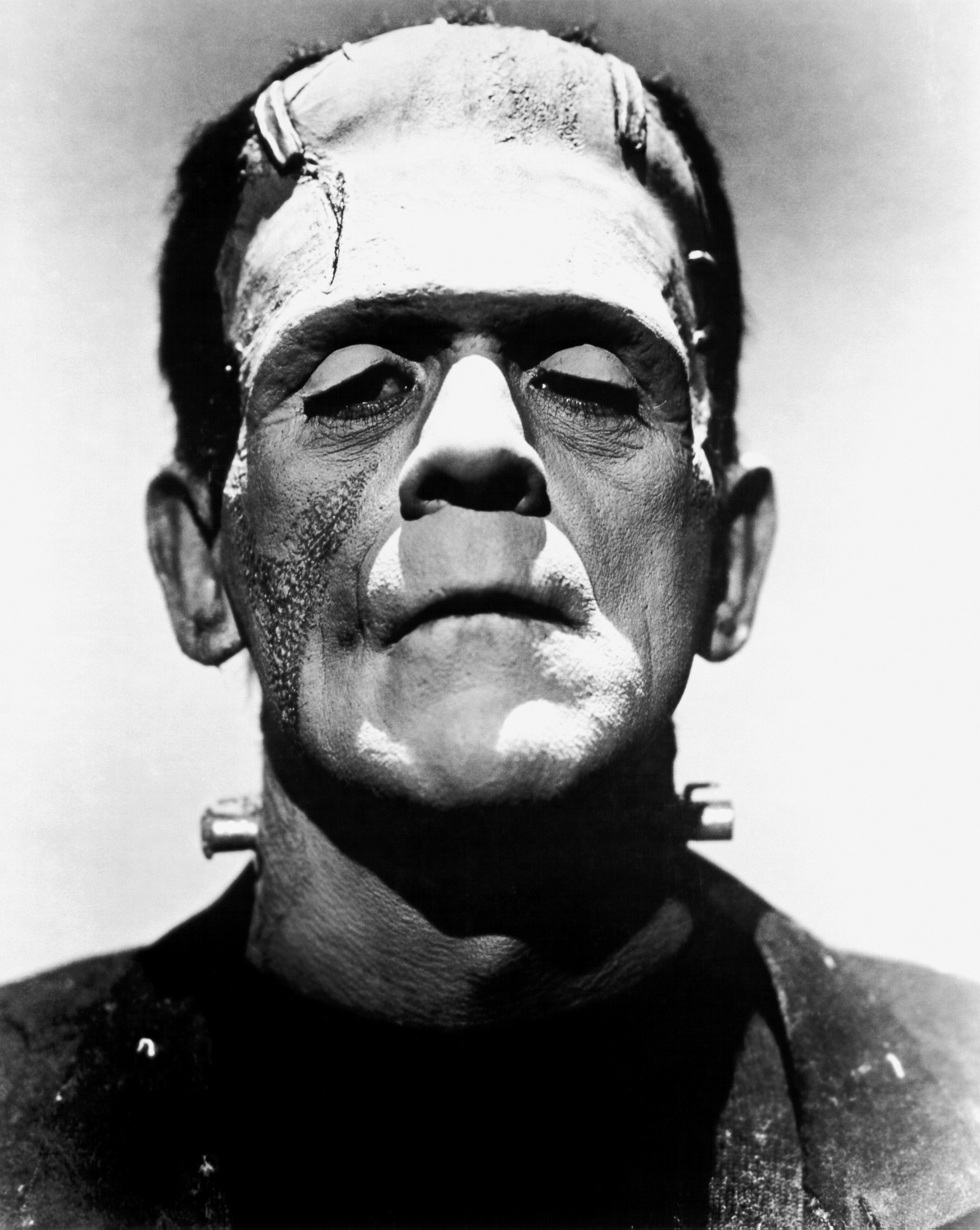
Wizerunek Monstrum z Frankensteina (1931) stał się częścią popkultury

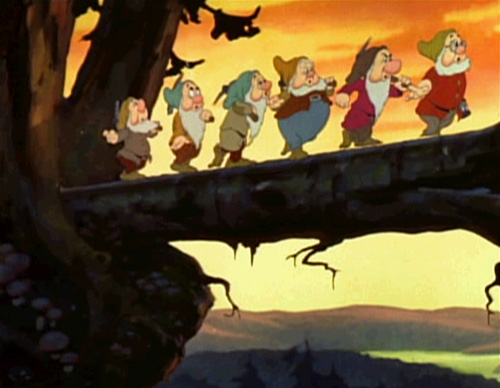
Królewna Śnieżka i siedmiu krasnoludków (1937) był pierwszym amerykańskim pełnometrażowym filmem animowanym

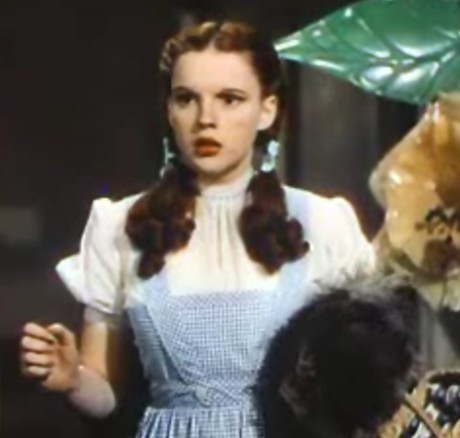
Judy Garland w fantastyczno-przygodowym Czarnoksiężniku z Oz (1939), którego część nakręcono w technikolorze

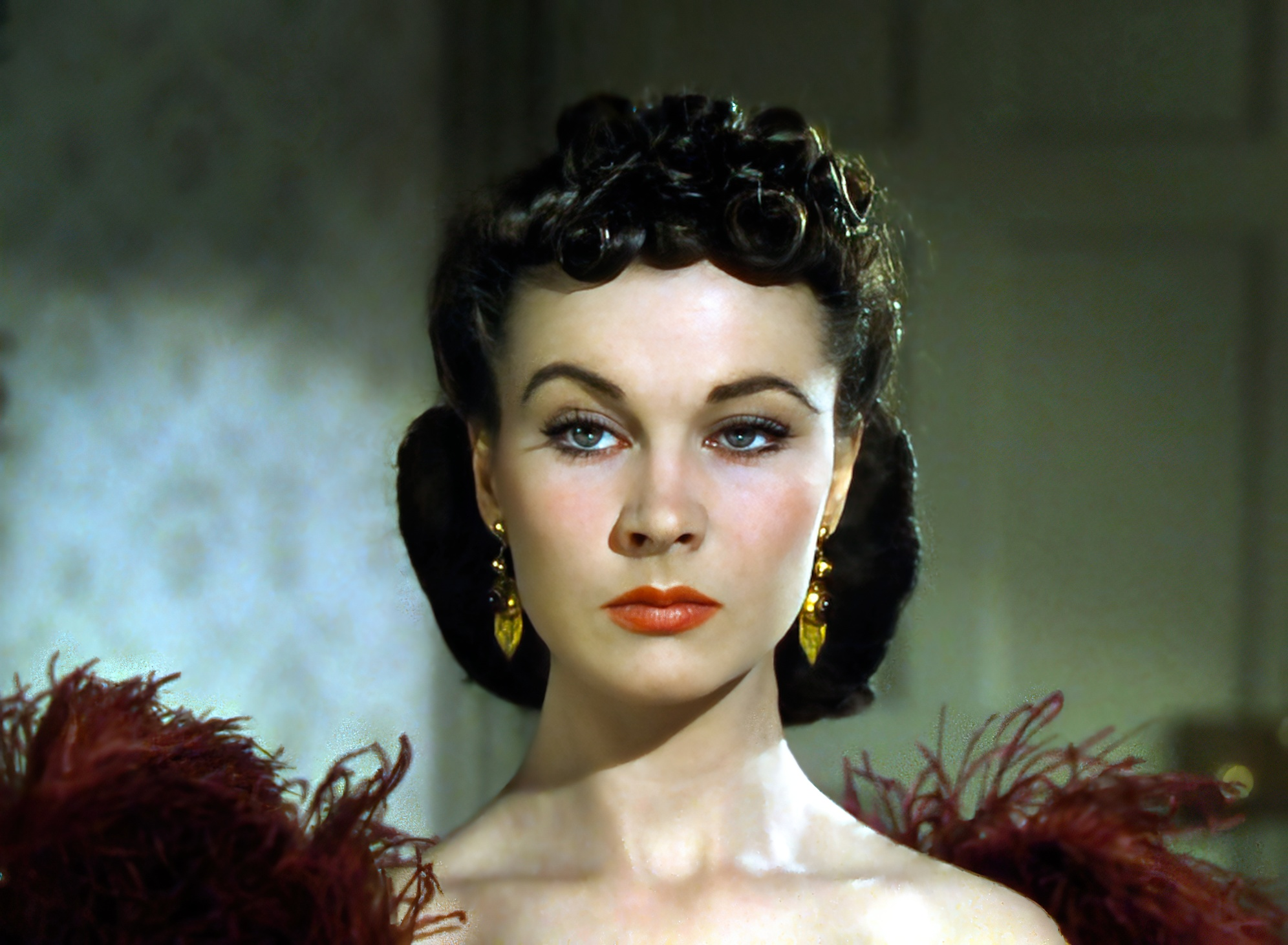
Uwzględniając inflację, Przeminęło z wiatrem (1939) jest najbardziej dochodowym filmem w historii

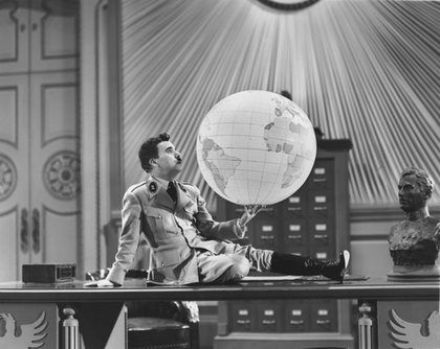
Dyktator (1940) był satyrą o Adolfie Hitlerze, a zarazem pierwszym dźwiękowym filmem Charliego Chaplina

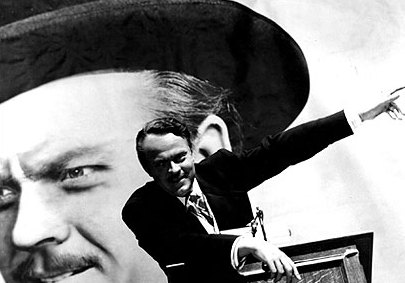
Obywatel Kane (1940) często wymieniany jest jako najlepszy film w dziejach

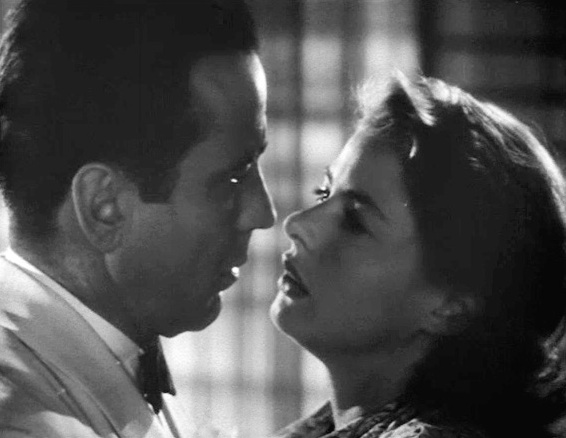
Sześć kwestii z Casablanki (1942) znalazło się na liście najlepszych cytatów filmowych według AFI

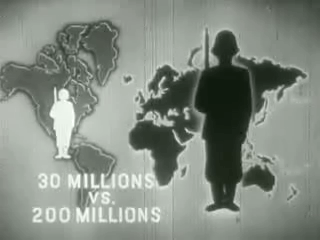
Why We Fight (1943–1945) to cykl filmów propagandowych z okresu II wojny światowej

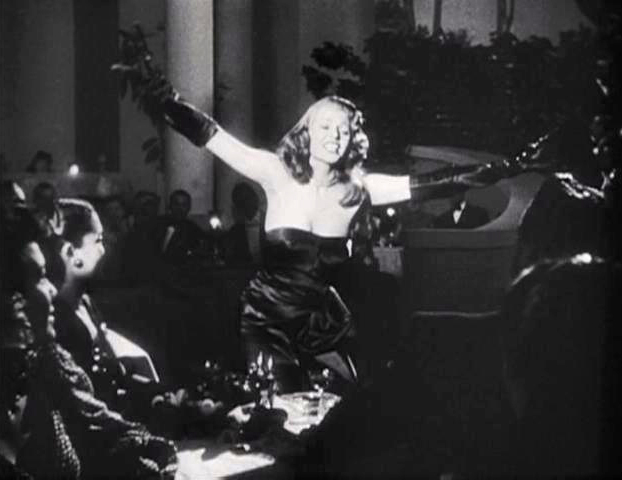
Postać grana przez Ritę Hayworth w Gildzie (1945) to symbol femme fatale

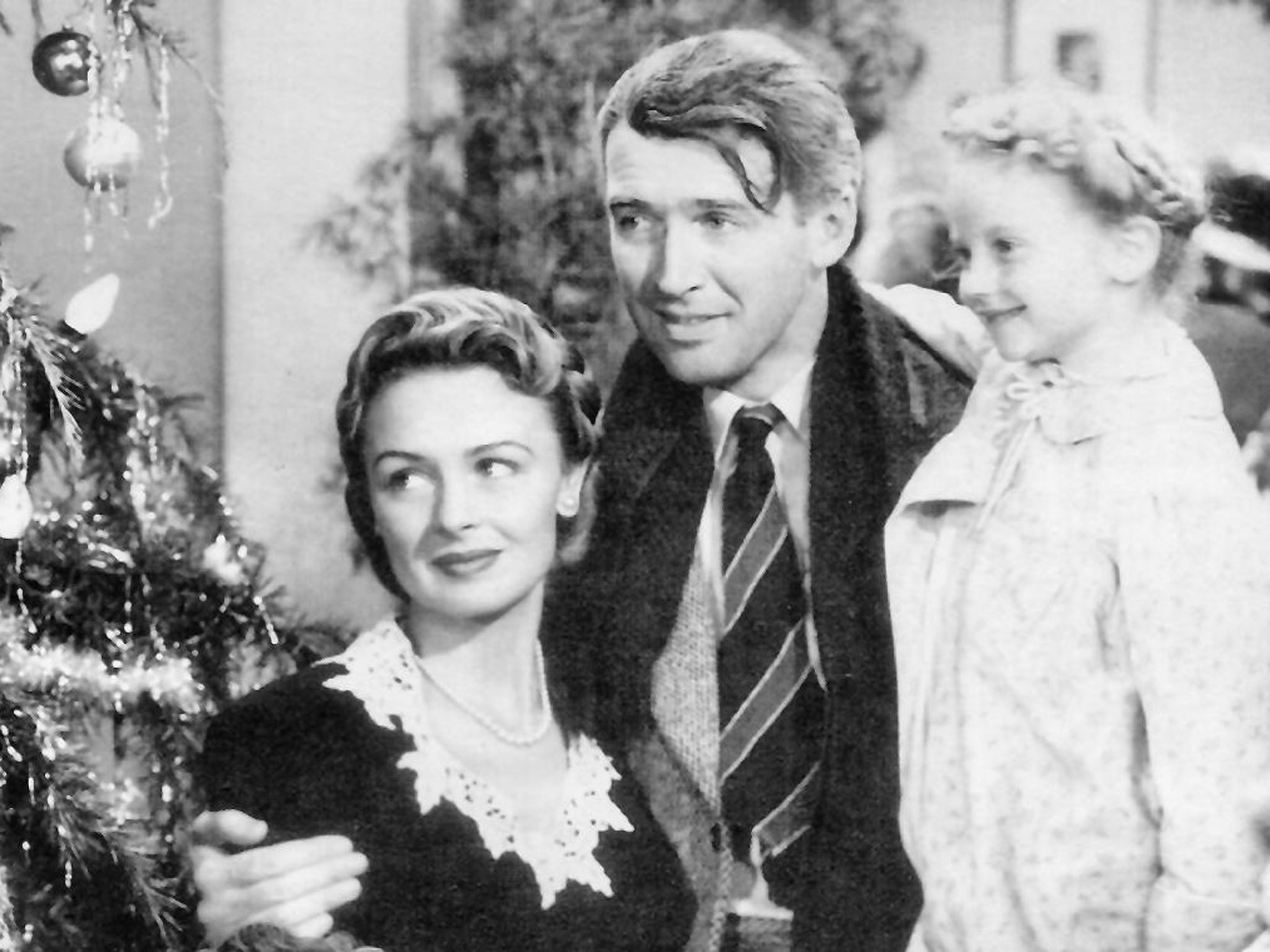
To wspaniałe życie (1946) jest jednym ze świątecznych klasyków

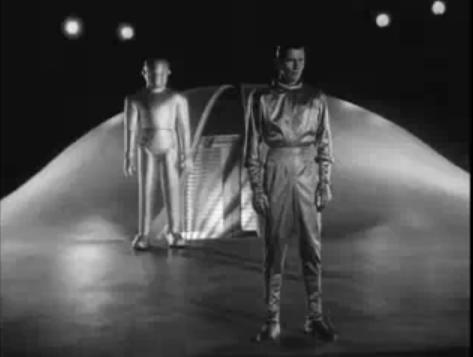
Dzień, w którym zatrzymała się Ziemia (1951) to przykład filmu science fiction z lat 50. XX wieku

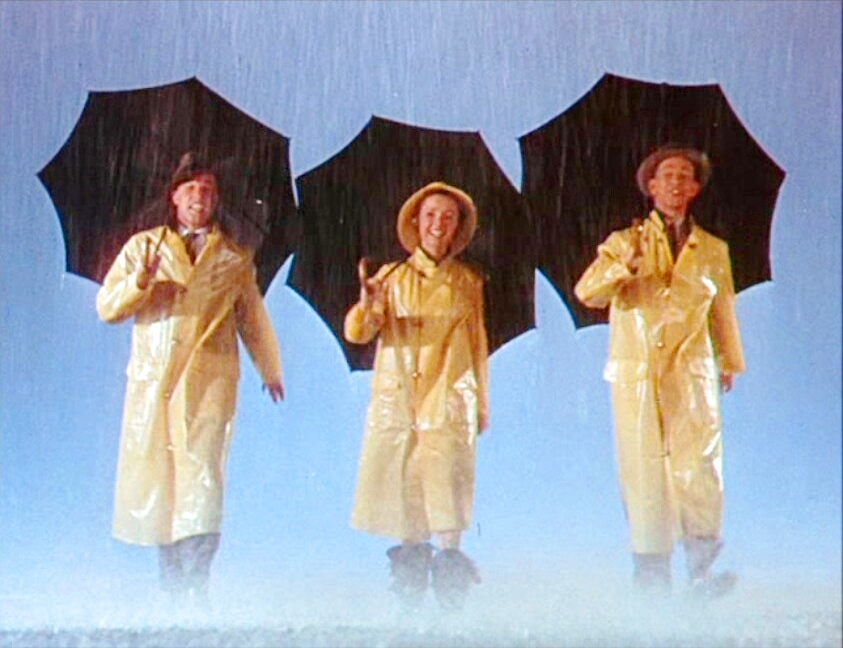
Większość utworów z musicalu Deszczowa piosenka (1952) pochodziła z wcześniejszych filmów MGM

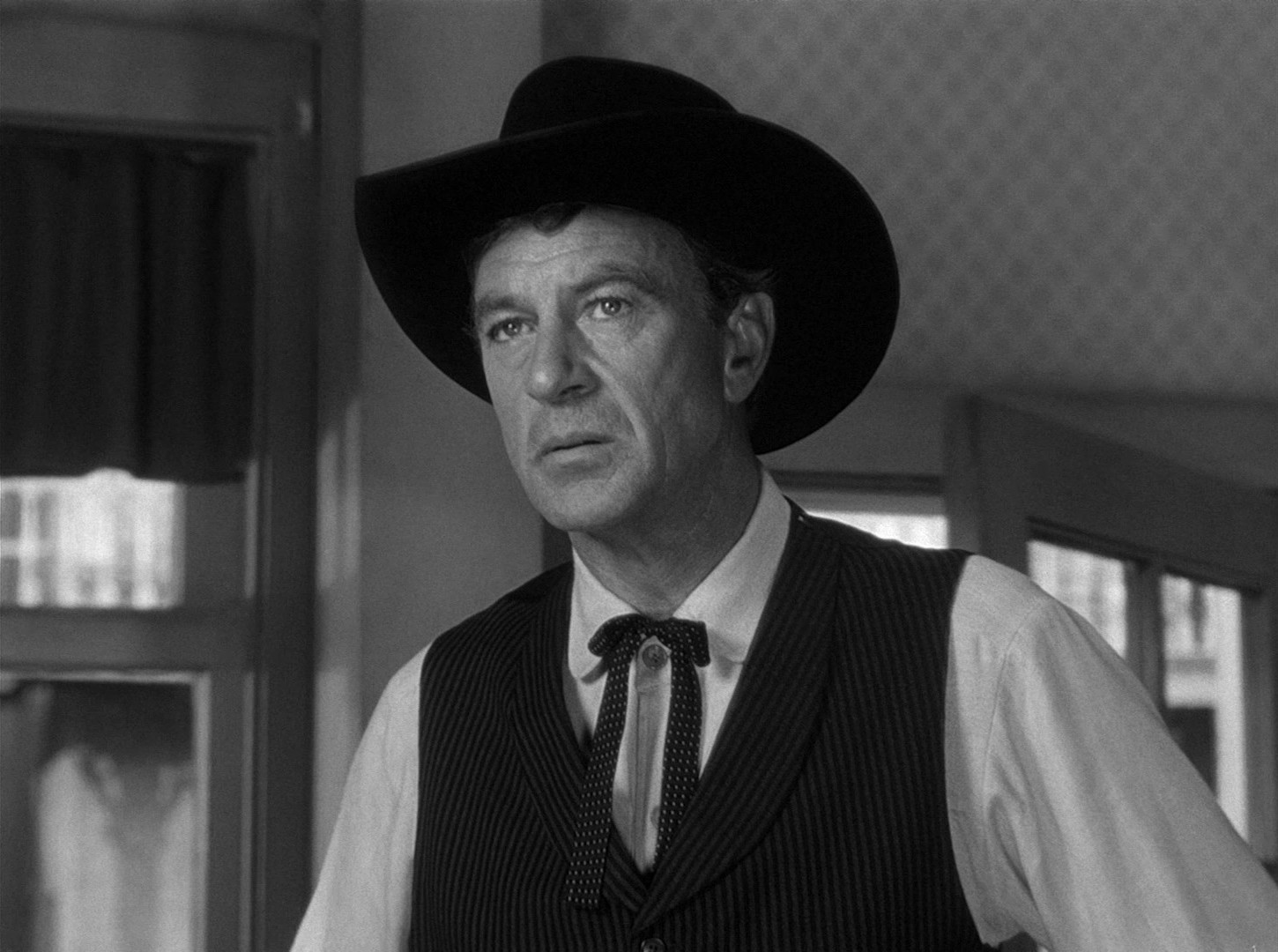
Fotos z westernu W samo południe (1952) użyto w plakacie „Solidarności” do wyborów czerwcowych (1989)

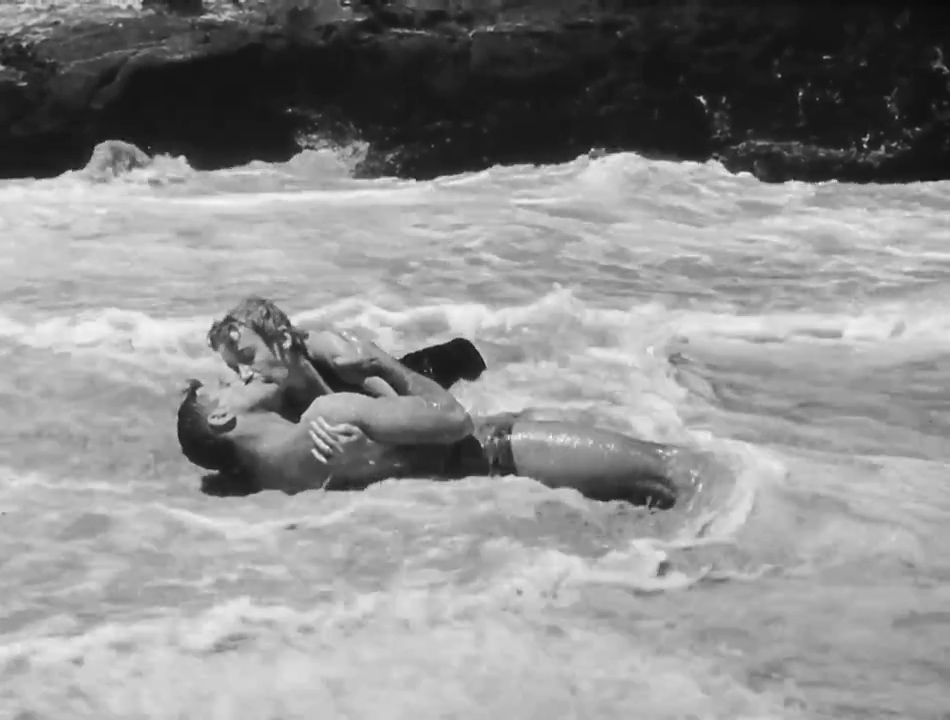
Pocałunek ze sceny miłosnej na plaży w Stąd do wieczności (1953) uznano za najbardziej pamiętny w historii kina

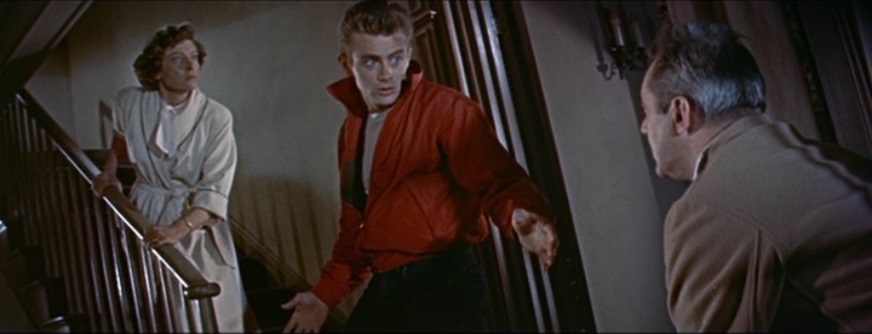
Buntownik bez powodu (1955) został wydany w miesiąc po śmierci w wypadku samochodowym odtwórcy tytułowej roli, Jamesa Deana

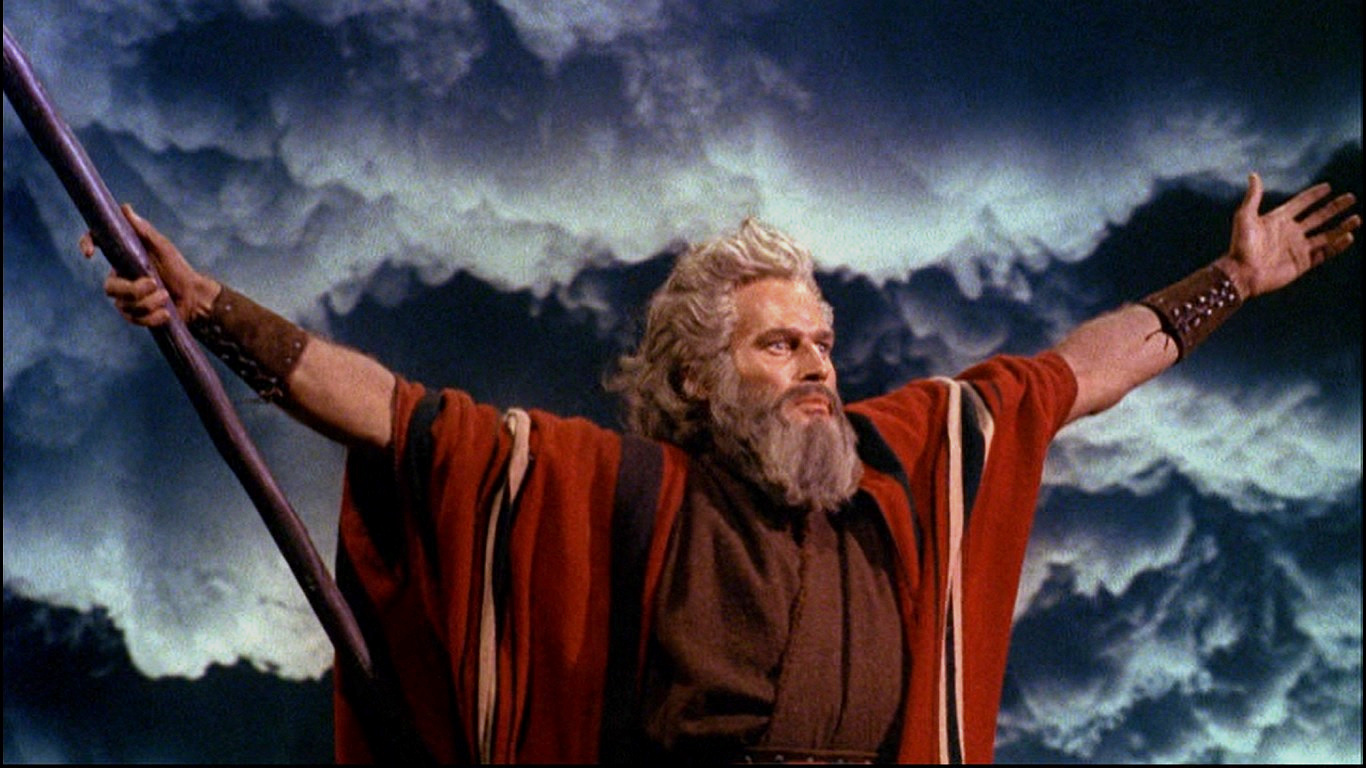
Mojżesz (Charlton Heston) w scenie rozdzielania Morza Czerwonego w Dziesięciorgu przykazaniach (1956)

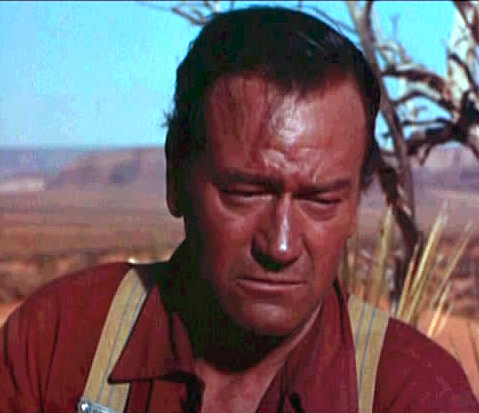
Według American Film Institute Poszukiwacze (1956) to najlepszy western wszech czasów

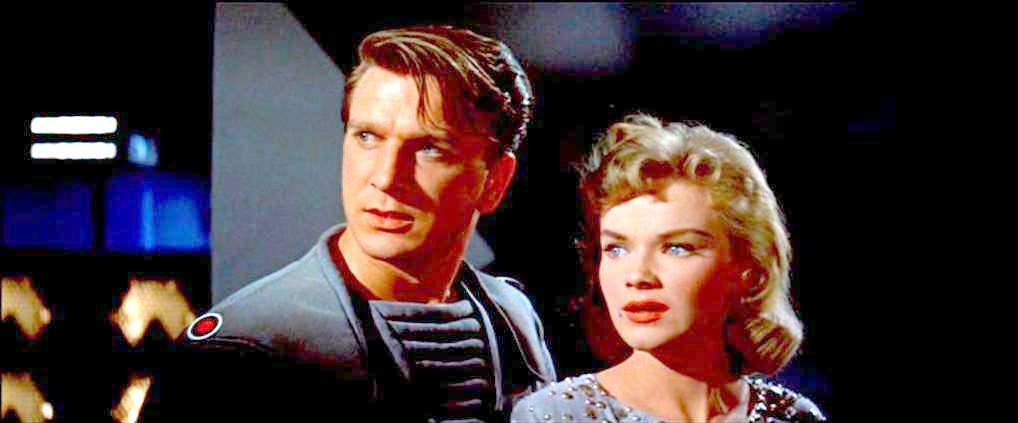
Zakazana planeta (1956) to pierwszy film, którego akcja w całości rozgrywa się poza Ziemią

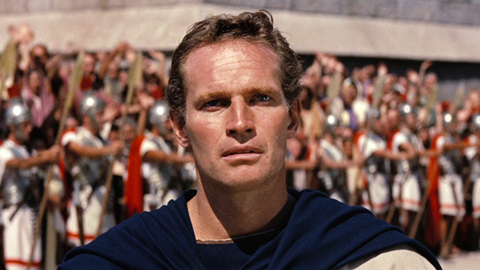
Ben-Hur (1959), otrzymał rekordowe 11 Oscarów

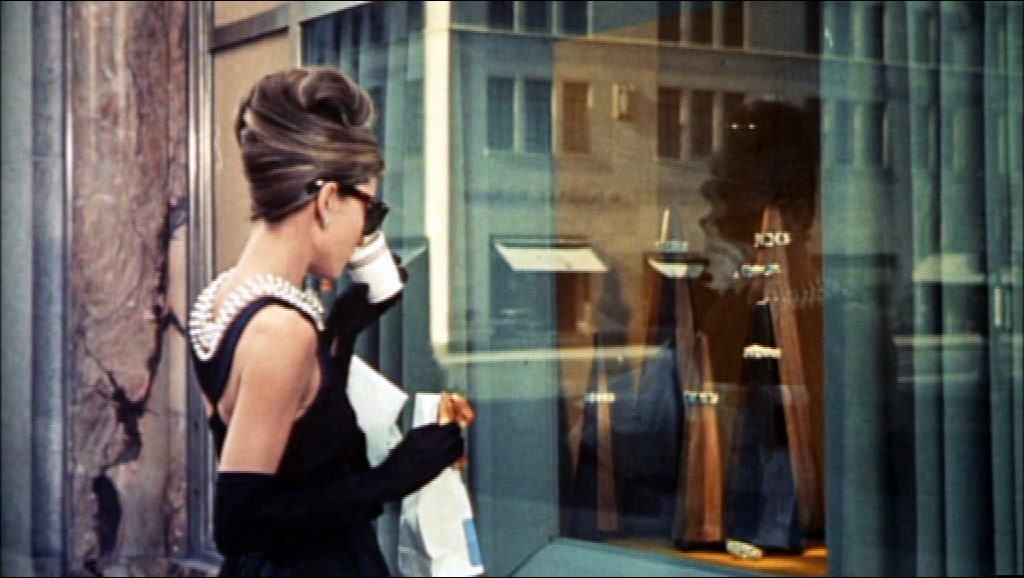
Audrey Hepburn w pierwszej scenie Śniadania u Tiffany’ego (1961), ubrana w małą czarną zaprojektowaną przez Huberta de Givenchy

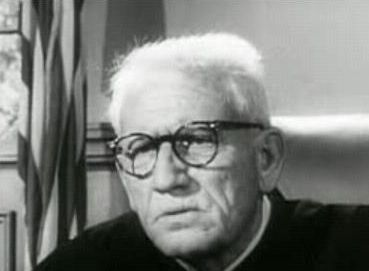
Wyrok w Norymberdze (1961) opowiadający o procesie prawników, porusza temat roli sprawiedliwości w nowoczesnym społeczeństwie

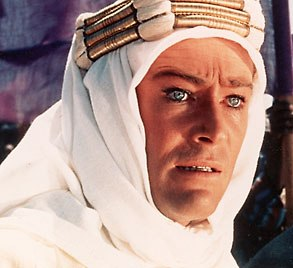
Kadr z filmu Lawrence z Arabii (1962)

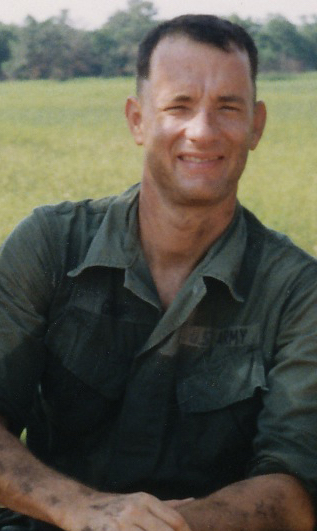
W filmie Forrest Gump (1994) wykorzystano innowacyjne efekty specjalne, polegające na umieszczeniu postaci głównego bohatera w archiwalnych kronikach filmowych

| Tytuł                                                                   | Typ filmu                                      | Powst./wyd.           | Dod. | Źr.    |
| ----------------------------------------------------------------------- | ---------------------------------------------- | --------------------- | ---- | ------ |
| 13 jezior                                                               | dokumentalny, pełnometrażowy                   | 2004                  | 2014 | [ 17 ] |
| 15:10 do Yumy                                                           | fabularny, pełnometrażowy                      | 1957                  | 2012 | [ 18 ] |
| 2001: Odyseja kosmiczna                                                 | fabularny, pełnometrażowy                      | 1968                  | 1991 | [ 19 ] |
| 20 000 mil podmorskiej żeglugi                                          | fabularny, pełnometrażowy                      | 1916                  | 2016 | [ 20 ] |
| Abbott i Costello spotykają Frankensteina                               | fabularny, pełnometrażowy                      | 1948                  | 2001 | [ 21 ] |
| Absolwent                                                               | fabularny, pełnometrażowy                      | 1967                  | 1996 | [ 22 ] |
| Afrykańska królowa                                                      | fabularny, pełnometrażowy                      | 1951                  | 1994 | [ 23 ] |
| Alambrista!                                                             | fabularny, pełnometrażowy                      | 1977                  | 2023 | [ 24 ] |
| All My Babies                                                           | dokumentalny, pełnometrażowy                   | 1953                  | 2002 | [ 25 ] |
| Allures                                                                 | eksperymentalny, krótkometrażowy               | 1961                  | 2011 | [ 26 ] |
| Amatorskie filmy Caba Callowaya                                         | amatorskie filmy                               | 1948–1951             | 2022 | [ 27 ] |
| Ameryka, Ameryka                                                        | fabularny, pełnometrażowy                      | 1963                  | 2001 | [ 21 ] |
| Amerykanin w Paryżu                                                     | fabularny, pełnometrażowy                      | 1951                  | 1993 | [ 28 ] |
| Amerykańskie graffiti                                                   | fabularny, pełnometrażowy                      | 1973                  | 1995 | [ 29 ] |
| A Movie Trip Through Filmland                                           | niemy                                          | 1921                  | 2023 | [ 24 ] |
| Anatomia morderstwa                                                     | fabularny, pełnometrażowy                      | 1959                  | 2012 | [ 18 ] |
| Andy Hardy zakochany                                                    | fabularny, pełnometrażowy                      | 1938                  | 2000 | [ 30 ] |
| Annie Hall                                                              | fabularny, pełnometrażowy                      | 1977                  | 1992 | [ 31 ] |
| Antonia: A Portrait of the Woman                                        | dokumentalny, pełnometrażowy                   | 1974                  | 2003 | [ 32 ] |
| Aplauz                                                                  | fabularny, pełnometrażowy                      | 1929                  | 2006 | [ 33 ] |
| Apollo 13                                                               | fabularny, pełnometrażowy                      | 1995                  | 2023 | [ 24 ] |
| Arbuziarka                                                              | fabularny, pełnometrażowy                      | 1996                  | 2021 | [ 34 ] |
| Arcylokaj                                                               | fabularny, pełnometrażowy                      | 1935                  | 2014 | [ 17 ] |
| As w potrzasku                                                          | fabularny, pełnometrażowy                      | 1951                  | 2017 | [ 9 ]  |
| Asfaltowa dżungla                                                       | fabularny, pełnometrażowy                      | 1950                  | 2008 | [ 35 ] |
| Attica                                                                  | dokumentalny                                   | 1974                  | 2022 | [ 27 ] |
| Atlantic City                                                           | fabularny, pełnometrażowy                      | 1980                  | 2003 | [ 32 ] |
| Atomowa kawiarnia                                                       | dokumentalny, pełnometrażowy                   | 1982                  | 2016 | [ 20 ] |
| The Augustas                                                            | amatorski, dokumentalny, krótkometrażowy       | 30.–50. XX wieku      | 2012 | [ 18 ] |
| Baby Face                                                               | fabularny, pełnometrażowy                      | 1933                  | 2005 | [ 36 ] |
| Badlands                                                                | fabularny, pełnometrażowy                      | 1973                  | 1993 | [ 28 ] |
| Ballada o Gregorio Cortez                                               | fabularny, pełnometrażowy                      | 1982                  | 2022 | [ 27 ] |
| Bambi                                                                   | animowany, pełnometrażowy                      | 1942                  | 2011 | [ 26 ] |
| The Bank Dick                                                           | fabularny, pełnometrażowy                      | 1940                  | 1992 | [ 31 ] |
| Bannion                                                                 | animowany, pełnometrażowy                      | 1953                  | 2011 | [ 26 ] |
| The Bargain                                                             | fabularny, pełnometrażowy                      | 1914                  | 2010 | [ 37 ] |
| The Beau Brummels                                                       | fabularny, krótkometrażowy                     | 1928                  | 2016 | [ 20 ] |
| Behind Every Good Man                                                   | dokumentalny, krótkometrażowy                  | 1967                  | 2022 | [ 27 ] |
| Ben-Hur                                                                 | fabularny, pełnometrażowy                      | 1925                  | 1997 | [ 38 ] |
| Ben-Hur                                                                 | fabularny, pełnometrażowy                      | 1959                  | 2004 | [ 39 ] |
| Bert Williams Lime Kiln Club Field Day                                  | fabularny, pełnometrażowy                      | 1913                  | 2014 | [ 17 ] |
| Betty Tells Her Story                                                   | dokumentalny, krótkometrażowy                  | 1972                  | 2022 | [ 27 ] |
| Bez przebaczenia                                                        | fabularny, pełnometrażowy                      | 1992                  | 2004 | [ 39 ] |
| Bezdroże                                                                | fabularny, pełnometrażowy                      | 1945                  | 1992 | [ 31 ] |
| Bezkresne lato                                                          | dokumentalny, pełnometrażowy                   | 1966                  | 2002 | [ 25 ] |
| Beztroskie lata w Ridgemont High                                        | fabularny, pełnometrażowy                      | 1982                  | 2005 | [ 36 ] |
| Biały żar                                                               | fabularny, pełnometrażowy                      | 1949                  | 2003 | [ 32 ] |
| Big Lebowski                                                            | fabularny, pełnometrażowy                      | 1998                  | 2014 | [ 17 ] |
| Bilardzista                                                             | fabularny, pełnometrażowy                      | 1961                  | 1997 | [ 38 ] |
| Bitwa o San Pietro                                                      | dokumentalny, krótkometrażowy                  | 1945                  | 1991 | [ 19 ] |
| Black and Tan                                                           | fabularny, krótkometrażowy                     | 1929                  | 2015 | [ 40 ] |
| Blacksmith Scene                                                        | krótkometrażowy                                | 1893                  | 1995 | [ 29 ] |
| Bless Their Little Hearts                                               | fabularny, pełnometrażowy                      | 1984                  | 2013 | [ 41 ] |
| Bliskie spotkania trzeciego stopnia                                     | fabularny, pełnometrażowy                      | 1977                  | 2007 | [ 42 ] |
| The Blood of Jesus                                                      | fabularny, pełnometrażowy                      | 1941                  | 1991 | [ 19 ] |
| Bohulano Family Film Collection                                         | filmy amatorskie                               | Lata 50.–70. XX wieku | 2023 | [ 24 ] |
| Bonnie i Clyde                                                          | fabularny, pełnometrażowy                      | 1967                  | 1992 | [ 31 ] |
| Bramy piekła                                                            | fabularny, pełnometrażowy                      | 1916                  | 1994 | [ 23 ] |
| Brandy in the Wilderness                                                | fabularny, pełnometrażowy                      | 1969                  | 2013 | [ 41 ] |
| A Bronx Morning                                                         | krótkometrażowy                                | 1931                  | 2004 | [ 39 ] |
| Brudny Harry                                                            | fabularny, pełnometrażowy                      | 1971                  | 2012 | [ 18 ] |
| Brzdąc                                                                  | fabularny, pełnometrażowy                      | 1921                  | 2011 | [ 26 ] |
| The Buffalo Creek Flood: An Act of Man                                  | dokumentalny, krótkometrażowy                  | 1975                  | 2005 | [ 36 ] |
| Bullitt                                                                 | fabularny, pełnometrażowy                      | 1968                  | 2007 | [ 42 ] |
| Bulwarowe noce                                                          | fabularny, pełnometrażowy                      | 1979                  | 2017 | [ 9 ]  |
| Bulwar Zachodzącego Słońca                                              | fabularny, pełnometrażowy                      | 1950                  | 1989 | [ 43 ] |
| Buntownik bez powodu                                                    | fabularny, pełnometrażowy                      | 1955                  | 1990 | [ 44 ] |
| Bush Mama                                                               | dokumentalny, krótkometrażowy                  | 1979                  | 2022 | [ 27 ] |
| Butch Cassidy i Sundance Kid                                            | fabularny, pełnometrażowy                      | 1969                  | 2003 | [ 32 ] |
| Być albo nie być                                                        | fabularny, pełnometrażowy                      | 1942                  | 1996 | [ 22 ] |
| Cały ten zgiełk                                                         | fabularny, pełnometrażowy                      | 1979                  | 2001 | [ 21 ] |
| Carrie                                                                  | fabularny, pełnometrażowy                      | 1976                  | 2022 | [ 27 ] |
| Casablanca                                                              | fabularny, pełnometrażowy                      | 1942                  | 1989 | [ 43 ] |
| Castro Street                                                           | dokumentalny, eksperymentalny, krótkometrażowy | 1966                  | 1992 | [ 31 ] |
| Chan Is Missing                                                         | fabularny, pełnometrażowy                      | 1982                  | 1995 | [ 29 ] |
| Chciwość                                                                | fabularny, pełnometrażowy                      | 1924                  | 1991 | [ 19 ] |
| The Chechahcos                                                          | fabularny, pełnometrażowy                      | 1924                  | 2003 | [ 32 ] |
| Chicana                                                                 | dokumentalny                                   | 1979                  | 2021 | [ 34 ] |
| Chinatown                                                               | fabularny, pełnometrażowy                      | 1974                  | 1991 | [ 19 ] |
| Chłodne wyżyny                                                          | fabularny, pełnometrażowy                      | 1975                  | 2021 | [ 34 ] |
| Chłodnym okiem                                                          | fabularny, pełnometrażowy                      | 1969                  | 2003 | [ 32 ] |
| Chłopaki z sąsiedztwa                                                   | fabularny, pełnometrażowy                      | 1991                  | 2002 | [ 25 ] |
| Chłopcy z ferajny                                                       | fabularny, pełnometrażowy                      | 1990                  | 2000 | [ 30 ] |
| Chulas Fronteras                                                        | dokumentalny, pełnometrażowy                   | 1976                  | 1993 | [ 28 ] |
| Cicero March                                                            | dokumentalny, pełnometrażowy                   | 1966                  | 2013 | [ 41 ] |
| Cienie                                                                  | fabularny, pełnometrażowy                      | 1959                  | 1993 | [ 28 ] |
| Cień wątpliwości                                                        | fabularny, pełnometrażowy                      | 1943                  | 1991 | [ 19 ] |
| The City                                                                | dokumentalny, krótkometrażowy                  | 1939                  | 1998 | [ 45 ] |
| Clash of the Wolves                                                     | fabularny, pełnometrażowy                      | 1925                  | 2004 | [ 39 ] |
| Cologne: From the Diary of Ray and Esther                               | dokumentalny, krótkometrażowy                  | 1939                  | 2001 | [ 21 ] |
| Commandment Keeper Church, Beaufort, South Carolina, May 1940           | dokumentalny, krótkometrażowy                  | 1940                  | 2005 | [ 36 ] |
| A Computer Animated Hand                                                | animowany, krótkometrażowy, eksperymentalny    | 1972                  | 2011 | [ 26 ] |
| The Cool World                                                          | fabularny, pełnometrażowy                      | 1963                  | 1994 | [ 23 ] |
| The Corbett-Fitzsimmons Fight                                           | dokumentalny, pełnometrażowy                   | 1897                  | 2012 | [ 18 ] |
| Co się zdarzyło z Baby Jane?                                            | fabularny, pełnometrażowy                      | 1962                  | 2021 | [ 34 ] |
| Crisis: Behind a Presidential Commitment                                | dokumentalny, pełnometrażowy                   | 1963                  | 2011 | [ 26 ] |
| Cruisin’ J–Town                                                         | dokumentalny, krótkometrażowy                  | 1975                  | 2023 | [ 24 ] |
| Cry of Jazz                                                             | dokumentalny, krótkometrażowy                  | 1959                  | 2010 | [ 37 ] |
| The Cry of the Children                                                 | fabularny, krótkometrażowy                     | 1912                  | 2011 | [ 26 ] |
| Cud na 34. ulicy                                                        | fabularny, pełnometrażowy                      | 1947                  | 2005 | [ 36 ] |
| Cud w Morgan’s Creek                                                    | fabularny, pełnometrażowy                      | 1944                  | 2001 | [ 21 ] |
| A Cure for Pokeritis                                                    | fabularny, krótkometrażowy                     | 1912                  | 2011 | [ 26 ] |
| The Curse of Quon Gwon                                                  | fabularny, krótkometrażowy                     | 1916–1917             | 2006 | [ 33 ] |
| Cyrano de Bergerac                                                      | fabularny, pełnometrażowy                      | 1950                  | 2022 | [ 27 ] |
| Cywilizacja                                                             | fabularny, pełnometrażowy                      | 1916                  | 1999 | [ 46 ] |
| Czarna Carmen                                                           | fabularny, pełnometrażowy                      | 1954                  | 1992 | [ 31 ] |
| Czarnoksiężnik z Oz                                                     | fabularny, pełnometrażowy                      | 1939                  | 1989 | [ 43 ] |
| Czarny pirat                                                            | fabularny, pełnometrażowy                      | 1926                  | 1993 | [ 28 ] |
| Czarny rumak                                                            | fabularny, pełnometrażowy                      | 1979                  | 2002 | [ 25 ] |
| Czas apokalipsy                                                         | fabularny, pełnometrażowy                      | 1979                  | 2000 | [ 30 ] |
| Czasy Harveya Milka                                                     | dokumentalny, pełnometrażowy                   | 1984                  | 2012 | [ 18 ] |
| Czechoslovakia 1968                                                     | dokumentalny, krótkometrażowy                  | 1969                  | 1997 | [ 38 ] |
| Człowiek, który pokonał strach                                          | fabularny, pełnometrażowy                      | 1957                  | 2023 | [ 24 ] |
| Człowiek z blizną                                                       | fabularny, pełnometrażowy                      | 1932                  | 1994 | [ 23 ] |
| Człowiek z kamerą                                                       | fabularny, pełnometrażowy                      | 1928                  | 2005 | [ 36 ] |
| Człowiek z przeszłością                                                 | fabularny, pełnometrażowy                      | 1947                  | 1991 | [ 19 ] |
| Człowiek z tłumu                                                        | fabularny, pełnometrażowy                      | 1928                  | 1989 | [ 43 ] |
| Człowiek, który się nieprawdopodobnie zmniejsza                         | fabularny, pełnometrażowy                      | 1957                  | 2009 | [ 47 ] |
| Człowiek, który zabił Liberty Valance’a                                 | fabularny, pełnometrażowy                      | 1962                  | 2007 | [ 42 ] |
| Czterech jeźdźców Apokalipsy                                            | fabularny, pełnometrażowy                      | 1921                  | 1995 | [ 29 ] |
| Cztery małe dziewczynki                                                 | dokumentalny, pełnometrażowy                   | 1997                  | 2017 | [ 9 ]  |
| Czy leci z nami pilot?                                                  | fabularny, pełnometrażowy                      | 1980                  | 2010 | [ 37 ] |
| Daughter of Dawn                                                        | fabularny, pełnometrażowy                      | 1920                  | 2013 | [ 41 ] |
| Daughter of Shanghai                                                    | fabularny, pełnometrażowy                      | 1937                  | 2006 | [ 33 ] |
| Daughters of the Dust                                                   | fabularny, pełnometrażowy                      | 1991                  | 2004 | [ 39 ] |
| David Holzman’s Diary                                                   | fabularny, pełnometrażowy                      | 1968                  | 1991 | [ 19 ] |
| Dead Birds                                                              | dokumentalny, pełnometrażowy                   | 1964                  | 1998 | [ 45 ] |
| Decasia                                                                 | fabularny, pełnometrażowy                      | 2002                  | 2013 | [ 41 ] |
| The Decline of Western Civilization                                     | dokumentalny, pełnometrażowy                   | 1981                  | 2016 | [ 20 ] |
| Destry znowu w siodle                                                   | fabularny, pełnometrażowy                      | 1939                  | 1996 | [ 22 ] |
| Deszczowa piosenka                                                      | fabularny, pełnometrażowy                      | 1952                  | 1989 | [ 43 ] |
| Dickson Experimental Sound Film                                         | eksperymentalny, krótkometrażowy               | 1894–1895             | 2003 | [ 32 ] |
| Disneyland Dream                                                        | amatorski, dokumentalny, krótkometrażowy       | 1956                  | 2008 | [ 35 ] |
| Długie pożegnanie                                                       | fabularny, pełnometrażowy                      | 1973                  | 2021 | [ 34 ] |
| Dodsworth                                                               | fabularny, pełnometrażowy                      | 1936                  | 1990 | [ 44 ] |
| Dog Star Man: Part IV                                                   | eksperymentalny, krótkometrażowy               | 1964                  | 1992 | [ 31 ] |
| Doktor Strangelove, czyli jak przestałem się martwić i pokochałem bombę | fabularny, pełnometrażowy                      | 1964                  | 1989 | [ 43 ] |
| Domokrążca                                                              | dokumentalny, pełnometrażowy                   | 1969                  | 1992 | [ 31 ] |
| Dont Look Back                                                          | dokumentalny, pełnometrażowy                   | 1967                  | 1998 | [ 45 ] |
| Dotyk zła                                                               | fabularny, pełnometrażowy                      | 1958                  | 1993 | [ 28 ] |
| Down Argentine Way                                                      | fabularny, pełnometrażowy                      | 1940                  | 2014 | [ 17 ] |
| Dracula                                                                 | fabularny, pełnometrażowy                      | 1931                  | 2015 | [ 40 ] |
| The Dragon Painter                                                      | fabularny, pełnometrażowy                      | 1919                  | 2014 | [ 17 ] |
| Drapieżne maleństwo                                                     | fabularny, pełnometrażowy                      | 1938                  | 1990 | [ 44 ] |
| Dream of a Rarebit Fiend                                                | fabularny, krótkometrażowy                     | 1906                  | 2015 | [ 40 ] |
| Droga do Maroka                                                         | fabularny, pełnometrażowy                      | 1942                  | 1996 | [ 22 ] |
| Droga olbrzymów                                                         | fabularny, pełnometrażowy                      | 1930                  | 2006 | [ 33 ] |
| Drums of Winter                                                         | dokumentalny, pełnometrażowy                   | 1988                  | 2006 | [ 33 ] |
| Drzewko na Brooklynie                                                   | fabularny, pełnometrażowy                      | 1945                  | 2010 | [ 37 ] |
| Drzewo wiadomości                                                       | fabularny, pełnometrażowy                      | 1969                  | 1989 | [ 43 ] |
| Duck Amuck                                                              | animowany, krótkometrażowy                     | 1953                  | 1999 | [ 46 ] |
| Duck and Cover                                                          | animowany, krótkometrażowy                     | 1951                  | 2004 | [ 39 ] |
| Dumbo                                                                   | animowany, pełnometrażowy                      | 1941                  | 2017 | [ 9 ]  |
| Dusze czarnych                                                          | fabularny, pełnometrażowy                      | 1929                  | 2008 | [ 35 ] |
| Dwunastu gniewnych ludzi                                                | fabularny, pełnometrażowy                      | 1957                  | 2007 | [ 42 ] |
| Dyktator                                                                | fabularny, pełnometrażowy                      | 1940                  | 1997 | [ 38 ] |
| Dyliżans                                                                | fabularny, pełnometrażowy                      | 1939                  | 1995 | [ 29 ] |
| Dziecko Rosemary                                                        | fabularny, pełnometrażowy                      | 1968                  | 2014 | [ 17 ] |
| Dziedziczka                                                             | fabularny, pełnometrażowy                      | 1949                  | 1996 | [ 22 ] |
| Dzień świstaka                                                          | fabularny, pełnometrażowy                      | 1993                  | 2006 | [ 33 ] |
| Dzień, w którym zatrzymała się Ziemia                                   | fabularny, pełnometrażowy                      | 1951                  | 1995 | [ 29 ] |
| Dziesięcioro przykazań                                                  | fabularny, pełnometrażowy                      | 1956                  | 1999 | [ 46 ] |
| Dziewczyna Piętaszek                                                    | fabularny, pełnometrażowy                      | 1940                  | 1993 | [ 28 ] |
| Dzika banda                                                             | fabularny, pełnometrażowy                      | 1969                  | 1999 | [ 46 ] |
| Dzika rzeka                                                             | fabularny, pełnometrażowy                      | 1960                  | 2002 | [ 25 ] |
| Dzisiejsze czasy                                                        | fabularny, pełnometrażowy                      | 1936                  | 1989 | [ 43 ] |
| Dziwolągi                                                               | fabularny, pełnometrażowy                      | 1932                  | 1994 | [ 23 ] |
| Dźwięki muzyki                                                          | fabularny, pełnometrażowy                      | 1965                  | 2001 | [ 21 ] |
| Dżentelmeńska umowa                                                     | fabularny, pełnometrażowy                      | 1947                  | 2017 | [ 9 ]  |
| E.T.                                                                    | fabularny, pełnometrażowy                      | 1982                  | 1994 | [ 23 ] |
| Eadweard Muybridge, Zoopraxographer                                     | dokumentalny, pełnometrażowy                   | 1975                  | 2015 | [ 40 ] |
| Early Abstractions                                                      | animowany, krótkometrażowy                     | 1939–1956             | 2006 | [ 33 ] |
| Eaux d’artifice                                                         | eksperymentalny, krótkometrażowy               | 1953                  | 1993 | [ 28 ] |
| Edison Kinetoscopic Record of a Sneeze                                  | dokumentalny, krótkometrażowy                  | 1894                  | 2015 | [ 40 ] |
| Egzorcysta                                                              | fabularny, pełnometrażowy                      | 1973                  | 2010 | [ 37 ] |
| Elektroniczny labirynt THX 1138 4EB                                     | fabularny, krótkometrażowy                     | 1967                  | 2010 | [ 37 ] |
| Ella Cinders                                                            | fabularny, pełnometrażowy                      | 1926                  | 2013 | [ 41 ] |
| The Emperor Jones                                                       | fabularny, pełnometrażowy                      | 1933                  | 1999 | [ 46 ] |
| Empire                                                                  | dokumentalny, eksperymentalny, pełnometrażowy  | 1964                  | 2004 | [ 39 ] |
| Evergreen                                                               | fabularny, pełnometrażowy                      | 1965                  | 2021 | [ 34 ] |
| The Evidence of the Film                                                | fabularny, krótkometrażowy                     | 1913                  | 2001 | [ 21 ] |
| The Exiles                                                              | fabularny, dokumentalny, pełnometrażowy        | 1961                  | 2009 | [ 47 ] |
| The Exploits of Elaine                                                  | cykl krótkometrażówek                          | 1914                  | 1994 | [ 23 ] |
| Fake Fruit Factory                                                      | dokumentalny, krótkometrażowy                  | 1986                  | 2011 | [ 26 ] |
| The Fall of the House of Usher                                          | fabularny, krótkometrażowy                     | 1928                  | 2000 | [ 30 ] |
| Fantazja                                                                | animowany, pełnometrażowy                      | 1940                  | 1990 | [ 44 ] |
| Fargo                                                                   | fabularny, pełnometrażowy                      | 1996                  | 2006 | [ 33 ] |
| Fatty’s Tintype Tangle                                                  | fabularny, krótkometrażowy                     | 1915                  | 1995 | [ 29 ] |
| Felicia                                                                 | dokumentalny, krótkometrażowy                  | 1965                  | 2014 | [ 17 ] |
| Filadelfijska opowieść                                                  | fabularny, pełnometrażowy                      | 1940                  | 1995 | [ 29 ] |
| Film Portrait                                                           | dokumentalny, pełnometrażowy                   | 1970                  | 2003 | [ 32 ] |
| Flash Gordon                                                            | cykl krótkometrażówek                          | 1936                  | 1996 | [ 22 ] |
| Flower Drum Song                                                        | fabularny, pełnometrażowy                      | 1961                  | 2008 | [ 35 ] |
| The Flying Ace                                                          | fabularny, niemy                               | 1926                  | 2021 | [ 34 ] |
| A Fool There Was                                                        | fabularny, pełnometrażowy                      | 1915                  | 2015 | [ 40 ] |
| The Forgotten Frontier                                                  | dokumentalny, pełnometrażowy                   | 1931                  | 1996 | [ 22 ] |
| Forrest Gump                                                            | fabularny, pełnometrażowy                      | 1994                  | 2011 | [ 26 ] |
| Francuski łącznik                                                       | fabularny, pełnometrażowy                      | 1971                  | 2005 | [ 36 ] |
| Frank Film                                                              | animowany, krótkometrażowy                     | 1973                  | 1996 | [ 22 ] |
| Frankenstein                                                            | fabularny, pełnometrażowy                      | 1931                  | 1991 | [ 19 ] |
| From Stump to Ship                                                      | dokumentalny, krótkometrażowy                  | 1930                  | 2002 | [ 25 ] |
| From the Manger to the Cross                                            | fabularny, pełnometrażowy                      | 1912                  | 1998 | [ 45 ] |
| Fuentes Family Home Movies Collection                                   | amatorskie, dokumentalne, krótkometrażowe      | 20. i 30. XX wieku    | 2017 | [ 9 ]  |
| Fuji                                                                    | krótkometrażowy                                | 1974                  | 2002 | [ 25 ] |
| Gabinet figur woskowych                                                 | fabularny, pełnometrażowy                      | 1953                  | 2014 | [ 17 ] |
| The Gang’s All Here                                                     | fabularny, pełnometrażowy                      | 1943                  | 2014 | [ 17 ] |
| Garlic Is as Good as Ten Mothers                                        | dokumentalny, pełnometrażowy                   | 1980                  | 2004 | [ 39 ] |
| Garsoniera                                                              | fabularny, pełnometrażowy                      | 1960                  | 1994 | [ 23 ] |
| Generał                                                                 | fabularny, pełnometrażowy                      | 1926                  | 1989 | [ 43 ] |
| George Stevens World War II Footage                                     | dokumentalny, pełnometrażowy                   | 1943–1946             | 2008 | [ 35 ] |
| Gerald McBoing-Boing                                                    | animowany, krótkometrażowy                     | 1951                  | 1995 | [ 29 ] |
| Gertie the Dinosaur                                                     | animowany, krótkometrażowy                     | 1914                  | 1991 | [ 19 ] |
| Gigi                                                                    | fabularny, pełnometrażowy                      | 1958                  | 1991 | [ 19 ] |
| Gilda                                                                   | fabularny, pełnometrażowy                      | 1946                  | 2013 | [ 41 ] |
| Glimpse of the Garden                                                   | eksperymentalny, krótkometrażowy               | 1957                  | 2007 | [ 42 ] |
| Głowa do wycierania                                                     | fabularny, pełnometrażowy                      | 1977                  | 2004 | [ 39 ] |
| Goonies                                                                 | fabularny, pełnometrażowy                      | 1985                  | 2017 | [ 9 ]  |
| Gorączka sobotniej nocy                                                 | fabularny, pełnometrażowy                      | 1977                  | 2010 | [ 37 ] |
| Gorączka złota                                                          | fabularny, pełnometrażowy                      | 1925                  | 1992 | [ 31 ] |
| Grass: A Nation’s Battle for Life                                       | dokumentalny, pełnometrażowy                   | 1925                  | 1997 | [ 38 ] |
| Grona gniewu                                                            | fabularny, pełnometrażowy                      | 1940                  | 1989 | [ 43 ] |
| Growing Up Female                                                       | dokumentalny, pełnometrażowy                   | 1971                  | 2011 | [ 26 ] |
| Gubernator                                                              | fabularny, pełnometrażowy                      | 1949                  | 2001 | [ 21 ] |
| Gunga Din                                                               | fabularny, pełnometrażowy                      | 1939                  | 1999 | [ 46 ] |
| Gwiezdne wojny: część IV – Nowa nadzieja                                | fabularny, pełnometrażowy                      | 1977                  | 1989 | [ 43 ] |
| Gwiezdne wojny: część V – Imperium kontratakuje                         | fabularny, pełnometrażowy                      | 1980                  | 2010 | [ 37 ] |
| Gwiezdne wojny: część VI – Powrót Jedi                                  | fabularny, pełnometrażowy                      | 1983                  | 2021 | [ 34 ] |
| H2O                                                                     | krótkometrażowy                                | 1929                  | 2005 | [ 36 ] |
| Halloween                                                               | fabularny, pełnometrażowy                      | 1978                  | 2006 | [ 33 ] |
| Hands Up!                                                               | fabularny, pełnometrażowy                      | 1926                  | 2005 | [ 36 ] |
| Harlan County, USA                                                      | dokumentalny, pełnometrażowy                   | 1976                  | 1990 | [ 44 ] |
| Harold i Maude                                                          | fabularny, pełnometrażowy                      | 1972                  | 1997 | [ 38 ] |
| Helen Keller in Her Story                                               | dokumentalny                                   | 1954                  | 2023 | [ 24 ] |
| Hellbound Train                                                         | fabularny, niemy                               | 1926                  | 2021 | [ 34 ] |
| Heroes All                                                              | dokumentalny, pełnometrażowy                   | 1920                  | 2009 | [ 47 ] |
| High School                                                             | dokumentalny, pełnometrażowy                   | 1969                  | 1991 | [ 19 ] |
| Hindenburg Disaster Newsreel Footage                                    | kronika filmowa                                | 1927                  | 1997 | [ 38 ] |
| The Hitch-Hiker                                                         | fabularny, pełnometrażowy                      | 1953                  | 1998 | [ 45 ] |
| The Hole                                                                | animowany, krótkometrażowy                     | 1962                  | 2013 | [ 41 ] |
| Hospital                                                                | dokumentalny, pełnometrażowy                   | 1970                  | 1994 | [ 23 ] |
| Hot Dogs for Gauguin                                                    | fabularny, krótkometrażowy                     | 1972                  | 2009 | [ 47 ] |
| Hours for Jerome Parts 1 and 2                                          | eksperymentalny, pełnometrażowy                | 1980–1982             | 2012 | [ 18 ] |
| The House I Live In                                                     | fabularny, krótkometrażowy                     | 1945                  | 2007 | [ 42 ] |
| The House in the Middle                                                 | dokumentalny, krótkometrażowy                  | 1954                  | 2001 | [ 21 ] |
| Humoreska                                                               | fabularny, pełnometrażowy                      | 1920                  | 2015 | [ 40 ] |
| The Hunters                                                             | dokumentalny, pełnometrażowy                   | 1957                  | 2003 | [ 32 ] |
| I Am Joaquin                                                            | krótkometrażowy                                | 1969                  | 2010 | [ 37 ] |
| I, an Actress                                                           | krótkometrażowy                                | 1977                  | 2011 | [ 26 ] |
| Ich noce                                                                | fabularny, pełnometrażowy                      | 1934                  | 1993 | [ 28 ] |
| Ich własna liga                                                         | fabularny, pełnometrażowy                      | 1992                  | 2012 | [ 18 ] |
| Idąc moją drogą                                                         | fabularny, pełnometrażowy                      | 1944                  | 2004 | [ 39 ] |
| Imigrant                                                                | fabularny, krótkometrażowy                     | 1917                  | 1998 | [ 45 ] |
| Imitacja życia                                                          | fabularny, pełnometrażowy                      | 1934                  | 2005 | [ 36 ] |
| In the Land of the Head Hunters                                         | fabularny, dokumentalny, pełnometrażowy        | 1914                  | 1999 | [ 46 ] |
| In the Street                                                           | dokumentalny, krótkometrażowy                  | 1948                  | 2006 | [ 33 ] |
| Inaczej niż w raju                                                      | fabularny, pełnometrażowy                      | 1984                  | 2002 | [ 25 ] |
| The Inner World of Aphasia                                              | dokumentalny, krótkometrażowy                  | 1968                  | 2015 | [ 40 ] |
| Inside Nazi Germany                                                     | dokumentalny, krótkometrażowy                  | 1938                  | 1993 | [ 28 ] |
| Interior New York Subway, 14th Street to 42nd Street                    | dokumentalny, krótkometrażowy                  | 1905                  | 2017 | [ 9 ]  |
| Inwazja porywaczy ciał                                                  | fabularny, pełnometrażowy                      | 1956                  | 1994 | [ 23 ] |
| Iron Man                                                                | fabularny, pełnometrażowy                      | 2008                  | 2022 | [ 27 ] |
| Istota z innego świata                                                  | fabularny, pełnometrażowy                      | 1951                  | 2001 | [ 21 ] |
| It                                                                      | fabularny, pełnometrażowy                      | 1927                  | 2001 | [ 21 ] |
| It’s a Gift                                                             | fabularny, pełnometrażowy                      | 1934                  | 2010 | [ 37 ] |
| Itam Hakim, Hopiit                                                      | dokumentalny, eksperymentalny                  | 1984                  | 2022 | [ 27 ] |
| The Italian                                                             | fabularny, pełnometrażowy                      | 1915                  | 1991 | [ 19 ] |
| Jak zdobywano Dziki Zachód                                              | fabularny, pełnometrażowy                      | 1962                  | 1997 | [ 38 ] |
| Jam Session                                                             | dokumentalny, krótkometrażowy                  | 1942                  | 2001 | [ 21 ] |
| Jammin’ the Blues                                                       | dokumentalny, krótkometrażowy                  | 1944                  | 1995 | [ 29 ] |
| Jarmark miłości                                                         | fabularny, pełnometrażowy                      | 1933                  | 2014 | [ 17 ] |
| Jazz on a Summer’s Day                                                  | dokumentalny, pełnometrażowy                   | 1959                  | 1999 | [ 46 ] |
| Jeden tydzień                                                           | fabularny, krótkometrażowy                     | 1920                  | 2008 | [ 35 ] |
| Jeffries-Johnson World’s Championship Boxing Contest                    | dokumentalny, pełnometrażowy                   | 1910                  | 2005 | [ 36 ] |
| Jenkins Orphanage Band                                                  | kronika filmowa                                | 1928                  | 2003 | [ 32 ] |
| Jestem niewinny                                                         | fabularny, pełnometrażowy                      | 1936                  | 1995 | [ 29 ] |
| Jestem zbiegiem                                                         | fabularny, pełnometrażowy                      | 1932                  | 1991 | [ 19 ] |
| Jeszcze wyżej!                                                          | fabularny, pełnometrażowy                      | 1923                  | 1994 | [ 23 ] |
| Jezebel                                                                 | fabularny, pełnometrażowy                      | 1938                  | 2009 | [ 47 ] |
| Jeździec znikąd                                                         | fabularny, pełnometrażowy                      | 1953                  | 1993 | [ 28 ] |
| John Henry and the Inky-Poo                                             | animowany, krótkometrażowy                     | 1946                  | 2015 | [ 40 ] |
| Johnny Guitar                                                           | fabularny, pełnometrażowy                      | 1954                  | 2008 | [ 35 ] |
| Jubilo                                                                  | fabularny, niemy                               | 1919                  | 2021 | [ 34 ] |
| The Jungle                                                              | dokumentalny, krótkometrażowy                  | 1967                  | 2009 | [ 47 ] |
| Kabaret                                                                 | fabularny, pełnometrażowy                      | 1972                  | 1995 | [ 29 ] |
| Kacza zupa                                                              | fabularny, pełnometrażowy                      | 1933                  | 1990 | [ 44 ] |
| Kannapolis, N.C.                                                        | dokumentalny, pełnometrażowy                   | 1941                  | 2004 | [ 39 ] |
| Kaprys platynowej blondynki                                             | fabularny, pełnometrażowy                      | 1932                  | 2006 | [ 33 ] |
| Kapryśna Marietta                                                       | fabularny, pełnometrażowy                      | 1935                  | 2003 | [ 32 ] |
| Kevin sam w domu                                                        | fabularny, pełnometrażowy                      | 1990                  | 2023 | [ 24 ] |
| The Kidnappers Foil                                                     | fabularne, krótkometrażowe                     | 30.–50. XX wieku      | 2012 | [ 18 ] |
| Kiedy Harry poznał Sally                                                | fabularny, pełnometrażowy                      | 1989                  | 2022 | [ 27 ] |
| Killer of Sheep                                                         | fabularny, pełnometrażowy                      | 1977                  | 1990 | [ 44 ] |
| King Kong                                                               | fabularny, pełnometrażowy                      | 1933                  | 1991 | [ 19 ] |
| King: A Filmed Record... Montgomery to Memphis                          | dokumentalny, pełnometrażowy                   | 1970                  | 1999 | [ 46 ] |
| Klub winowajców                                                         | fabularny, pełnometrażowy                      | 1985                  | 2016 | [ 20 ] |
| Knute Rockne, All American                                              | fabularny, pełnometrażowy                      | 1940                  | 1997 | [ 38 ] |
| Kobieta pod presją                                                      | fabularny, pełnometrażowy                      | 1974                  | 1990 | [ 44 ] |
| Kobieta roku                                                            | fabularny, pełnometrażowy                      | 1942                  | 1999 | [ 46 ] |
| Kobiety                                                                 | fabularny, pełnometrażowy                      | 1939                  | 2007 | [ 42 ] |
| Kochaj mnie dziś                                                        | fabularny, pełnometrażowy                      | 1932                  | 1990 | [ 44 ] |
| Kodachrome Color Motion Picture Tests                                   | eksperymentalny, krótkometrażowy               | 1922                  | 2012 | [ 18 ] |
| Kolacja o ósmej                                                         | fabularny, pełnometrażowy                      | 1933                  | 2023 | [ 24 ] |
| Koszmar z ulicy Wiązów                                                  | fabularny, pełnometrażowy                      | 1984                  | 2021 | [ 34 ] |
| Koyaanisqatsi                                                           | dokumentalny, eksperymentalny, pełnometrażowy  | 1983                  | 2000 | [ 30 ] |
| Król jazzu                                                              | fabularny, pełnometrażowy                      | 1930                  | 2013 | [ 41 ] |
| Król lew                                                                | animowany, pełnometrażowy                      | 1994                  | 2016 | [ 20 ] |
| Królewna Śnieżka i siedmiu krasnoludków                                 | animowany, pełnometrażowy                      | 1937                  | 1989 | [ 43 ] |
| Królowa diamentów                                                       | fabularny, pełnometrażowy                      | 1991                  | 2023 | [ 24 ] |
| Dracula                                                                 | fabularny, pełnometrażowy                      | 1931                  | 2000 | [ 30 ] |
| Kto się boi Virginii Woolf?                                             | fabularny, pełnometrażowy                      | 1966                  | 2013 | [ 41 ] |
| Kto wrobił królika Rogera?                                              | fabularny, pełnometrażowy                      | 1988                  | 2016 | [ 20 ] |
| Kubuś spotyka Sindbada Żeglarza                                         | animowany, krótkometrażowy                     | 1936                  | 2004 | [ 39 ] |
| Kwiaty i drzewa                                                         | fabularny, krótkometrażowy                     | 1932                  | 2021 | [ 34 ] |
| La Bamba                                                                | fabularny, pełnometrażowy                      | 1987                  | 2017 | [ 9 ]  |
| Lady Eve                                                                | fabularny, pełnometrażowy                      | 1941                  | 1994 | [ 23 ] |
| Lady Helen’s Escapade                                                   | fabularny, krótkometrażowy                     | 1909                  | 2004 | [ 39 ] |
| Lady Lou                                                                | fabularny, pełnometrażowy                      | 1933                  | 1996 | [ 22 ] |
| Lakier do włosów                                                        | fabularny, pełnometrażowy                      | 1988                  | 2022 | [ 27 ] |
| Lambchops                                                               | fabularny, krótkometrażowy                     | 1929                  | 1999 | [ 46 ] |
| The Land Beyond the Sunset                                              | fabularny, krótkometrażowy                     | 1912                  | 2000 | [ 30 ] |
| Lassie, wróć!                                                           | fabularny, pełnometrażowy                      | 1943                  | 1993 | [ 28 ] |
| Laura                                                                   | fabularny, pełnometrażowy                      | 1944                  | 1999 | [ 46 ] |
| Lawrence z Arabii                                                       | fabularny, pełnometrażowy                      | 1962                  | 1991 | [ 19 ] |
| The Lead Shoes                                                          | eksperymentalny, krótkometrażowy               | 1949                  | 2009 | [ 47 ] |
| Lekkoatleta z Newark                                                    | dokumentalny, krótkometrażowy                  | 1891                  | 2010 | [ 37 ] |
| Lekkoduch                                                               | fabularny, pełnometrażowy                      | 1936                  | 2004 | [ 39 ] |
| Let There Be Light                                                      | dokumentalny, pełnometrażowy                   | 1946                  | 2010 | [ 37 ] |
| Let’s All Go to the Lobby                                               | animowany, krótkometrażowy                     | 1957                  | 2000 | [ 30 ] |
| The Life and Death of 9413: a Hollywood Extra                           | eksperymentalny, krótkometrażowy               | 1927                  | 1997 | [ 38 ] |
| The Life and Times of Rosie the Riveter                                 | dokumentalny, pełnometrażowy                   | 1980                  | 1996 | [ 22 ] |
| List od nieznajomej                                                     | fabularny, pełnometrażowy                      | 1948                  | 1992 | [ 31 ] |
| Lista Schindlera                                                        | fabularny, pełnometrażowy                      | 1993                  | 2004 | [ 39 ] |
| Little Nemo                                                             | animowany, krótkometrażowy                     | 1911                  | 2009 | [ 47 ] |
| Lives of Performers                                                     | fabularny, pełnometrażowy                      | 1972                  | 2017 | [ 9 ]  |
| Lombardzista                                                            | fabularny, pełnometrażowy                      | 1965                  | 2008 | [ 35 ] |
| Lot nad kukułczym gniazdem                                              | fabularny, pełnometrażowy                      | 1975                  | 1993 | [ 28 ] |
| Ludzie w hotelu                                                         | fabularny, pełnometrażowy                      | 1932                  | 2007 | [ 42 ] |
| Ludzie-koty                                                             | fabularny, pełnometrażowy                      | 1942                  | 1993 | [ 28 ] |
| The Lunch Date                                                          | fabularny, krótkometrażowy                     | 1989                  | 2013 | [ 41 ] |
| Luxo Jr.                                                                | animowany, krótkometrażowy                     | 1986                  | 2014 | [ 17 ] |
| Łowca androidów                                                         | fabularny, pełnometrażowy                      | 1982                  | 1993 | [ 28 ] |
| Łowca jeleni                                                            | fabularny, pełnometrażowy                      | 1978                  | 1996 | [ 22 ] |
| Mabel’s Blunder                                                         | fabularny, krótkometrażowy                     | 1914                  | 2009 | [ 47 ] |
| Magical Maestro                                                         | animowany, krótkometrażowy                     | 1952                  | 1993 | [ 28 ] |
| Make Way for Tomorrow                                                   | fabularny, pełnometrażowy                      | 1937                  | 2010 | [ 37 ] |
| The Making of an American                                               | fabularny, krótkometrażowy                     | 1920                  | 2005 | [ 36 ] |
| Malcolm X                                                               | fabularny, pełnometrażowy                      | 1992                  | 2010 | [ 37 ] |
| Mała panna Marker                                                       | fabularny, pełnometrażowy                      | 1934                  | 1998 | [ 45 ] |
| Mała Syrenka                                                            | fabularny, pełnometrażowy                      | 1989                  | 2022 | [ 27 ] |
| Małe bogate biedactwo                                                   | fabularny, pełnometrażowy                      | 1917                  | 1991 | [ 19 ] |
| Mały Cezar                                                              | fabularny, pełnometrażowy                      | 1930                  | 2000 | [ 30 ] |
| Mały uciekinier                                                         | fabularny, pełnometrażowy                      | 1953                  | 1997 | [ 38 ] |
| Mały Wielki Człowiek                                                    | fabularny, pełnometrażowy                      | 1970                  | 2014 | [ 17 ] |
| Manhatta                                                                | dokumentalny, krótkometrażowy                  | 1921                  | 1995 | [ 29 ] |
| Manhattan                                                               | fabularny, pełnometrażowy                      | 1979                  | 2001 | [ 21 ] |
| Manzanar                                                                | dokumentalny, krótkometrażowy                  | 1971                  | 2022 | [ 27 ] |
| The March                                                               | dokumentalny, krótkometrażowy                  | 1964                  | 2008 | [ 35 ] |
| Mari Gras Carnival                                                      | dokumentalny, krótkometrażowy                  | 1898                  | 2022 | [ 27 ] |
| El Mariachi                                                             | fabularny, pełnometrażowy                      | 1992                  | 2011 | [ 26 ] |
| Marian Anderson: the Lincoln Memorial Concert                           | dokumentalny, krótkometrażowy                  | 1939                  | 2001 | [ 21 ] |
| Maroko                                                                  | fabularny, pełnometrażowy                      | 1930                  | 1992 | [ 31 ] |
| Marsz weselny                                                           | fabularny, pełnometrażowy                      | 1928                  | 2003 | [ 32 ] |
| Martha Graham Early Dance Films                                         | cykl krótkometrażowych filmów dokumentalnych   | 1931–1944             | 2013 | [ 41 ] |
| Marty                                                                   | fabularny, pełnometrażowy                      | 1955                  | 1994 | [ 23 ] |
| Mary Poppins                                                            | fabularny, pełnometrażowy                      | 1964                  | 2013 | [ 41 ] |
| Marynarz słodkich wód                                                   | fabularny, pełnometrażowy                      | 1928                  | 2016 | [ 20 ] |
| MASH                                                                    | fabularny, pełnometrażowy                      | 1970                  | 1996 | [ 22 ] |
| Master Hands                                                            | dokumentalny, pełnometrażowy                   | 1936                  | 1999 | [ 46 ] |
| Matrimony’s Speed Limit                                                 | fabularny, krótkometrażowy                     | 1913                  | 2003 | [ 32 ] |
| Matrix                                                                  | fabularny, pełnometrażowy                      | 1999                  | 2012 | [ 18 ] |
| Maya Lin: A Strong Clear Vision                                         | fabularny, pełnometrażowy                      | 1994                  | 2023 | [ 24 ] |
| McCabe i pani Miller                                                    | fabularny, pełnometrażowy                      | 1971                  | 2010 | [ 37 ] |
| Melody Ranch                                                            | fabularny, pełnometrażowy                      | 1940                  | 2002 | [ 25 ] |
| Memento                                                                 | fabularny, pełnometrażowy                      | 2000                  | 2017 | [ 9 ]  |
| Memphis Belle                                                           | dokumentalny, pełnometrażowy                   | 1944                  | 2001 | [ 21 ] |
| Men and Dust                                                            | dokumentalny, krótkometrażowy                  | 1940                  | 2013 | [ 41 ] |
| Menażeria                                                               | fabularny, pełnometrażowy                      | 1978                  | 2001 | [ 21 ] |
| Miasteczko Halloween                                                    | fabularny, pełnometrażowy                      | 1993                  | 2023 | [ 24 ] |
| Miasto bezprawia                                                        | fabularny, pełnometrażowy                      | 1946                  | 1991 | [ 19 ] |
| Michael Jackson’s Thriller                                              | fabularny, krótkometrażowy                     | 1983                  | 2009 | [ 47 ] |
| The Middleton Family at the New York World’s Fair                       | fabularny, pełnometrażowy                      | 1939                  | 2012 | [ 18 ] |
| Miejsce pod słońcem                                                     | fabularny, pełnometrażowy                      | 1951                  | 1991 | [ 19 ] |
| Mighty Like a Moose                                                     | fabularny, krótkometrażowy                     | 1926                  | 2007 | [ 42 ] |
| Milczenie owiec                                                         | fabularny, pełnometrażowy                      | 1991                  | 2011 | [ 26 ] |
| Mildred Pierce                                                          | fabularny, pełnometrażowy                      | 1945                  | 1996 | [ 22 ] |
| Miłość i koszykówka                                                     | fabularny, pełnometrażowy                      | 2000                  | 2023 | [ 24 ] |
| Miłość Tarzana                                                          | fabularny, pełnometrażowy                      | 1934                  | 2003 | [ 32 ] |
| Mingus: Charlie Mingus 1968                                             | dokumentalny                                   | 1968                  | 2022 | [ 27 ] |
| Mistrzowski rzut                                                        | fabularny, pełnometrażowy                      | 1986                  | 2001 | [ 21 ] |
| Młodość Lincolna                                                        | fabularny, pełnometrażowy                      | 1939                  | 2003 | [ 32 ] |
| Młody Frankenstein                                                      | fabularny, pełnometrażowy                      | 1974                  | 2003 | [ 32 ] |
| Młody Sherlock Holmes                                                   | fabularny, krótkometrażowy                     | 1924                  | 1991 | [ 19 ] |
| Modesta                                                                 | fabularny, krótkometrażowy                     | 1956                  | 1998 | [ 45 ] |
| Mom and Dad                                                             | fabularny, pełnometrażowy                      | 1944                  | 2005 | [ 36 ] |
| Moon Breath Beat                                                        | animowany, krótkometrażowy                     | 1980                  | 2014 | [ 17 ] |
| Most na rzece Kwai                                                      | fabularny, pełnometrażowy                      | 1957                  | 1997 | [ 38 ] |
| A Movie                                                                 | eksperymentalny, krótkometrażowy               | 1958                  | 1994 | [ 23 ] |
| Mój pan mąż                                                             | fabularny, pełnometrażowy                      | 1936                  | 1999 | [ 46 ] |
| Multiple Sidiosis                                                       | eksperymentalny, krótkometrażowy               | 1970                  | 2000 | [ 30 ] |
| Murder of Fred Hampton                                                  | dokumentalny                                   | 1971                  | 2021 | [ 34 ] |
| The Music Box                                                           | fabularny, krótkometrażowy                     | 1932                  | 1997 | [ 38 ] |
| Muszkieterzy z Pig Alley                                                | fabularny, krótkometrażowy                     | 1912                  | 2016 | [ 20 ] |
| Muzyk                                                                   | fabularny, pełnometrażowy                      | 1962                  | 2005 | [ 36 ] |
| Na nabrzeżach                                                           | fabularny, pełnometrażowy                      | 1954                  | 1989 | [ 43 ] |
| Na wschód od Edenu                                                      | fabularny, pełnometrażowy                      | 1955                  | 2016 | [ 20 ] |
| Na Zachodzie bez zmian                                                  | fabularny, pełnometrażowy                      | 1930                  | 1990 | [ 44 ] |
| Nadworny błazen                                                         | fabularny, pełnometrażowy                      | 1956                  | 2004 | [ 39 ] |
| Naga ostroga                                                            | fabularny, pełnometrażowy                      | 1953                  | 1997 | [ 38 ] |
| Naga prawda                                                             | fabularny, pełnometrażowy                      | 1937                  | 1996 | [ 22 ] |
| Nagie miasto                                                            | fabularny, pełnometrażowy                      | 1948                  | 2007 | [ 42 ] |
| Najlepsze lata naszego życia                                            | fabularny, pełnometrażowy                      | 1946                  | 1989 | [ 43 ] |
| Nanuk z Północy                                                         | dokumentalny, pełnometrażowy                   | 1922                  | 1989 | [ 43 ] |
| Napad na ekspres                                                        | fabularny, krótkometrażowy                     | 1903                  | 1990 | [ 44 ] |
| Napoleon na Broadwayu                                                   | fabularny, pełnometrażowy                      | 1934                  | 2011 | [ 26 ] |
| Narodziny gwiazdy                                                       | fabularny, pełnometrażowy                      | 1954                  | 2000 | [ 30 ] |
| Narodziny narodu                                                        | fabularny, pełnometrażowy                      | 1915                  | 1992 | [ 31 ] |
| Narzeczona dla księcia                                                  | fabularny, pełnometrażowy                      | 1987                  | 2016 | [ 20 ] |
| Narzeczona Frankensteina                                                | fabularny, pełnometrażowy                      | 1935                  | 1998 | [ 45 ] |
| Nashville                                                               | fabularny, pełnometrażowy                      | 1975                  | 1992 | [ 31 ] |
| Nasz chleb powszedni                                                    | fabularny, pełnometrażowy                      | 1975                  | 2015 | [ 40 ] |
| The Negro Soldier                                                       | dokumentalny, krotkometrażowy                  | 1944                  | 2011 | [ 26 ] |
| Nicholas Brothers Family Home Movies                                    | amatorskie, dokumentalne, krótkometrażowe      | 30. i 40. XX wieku    | 2011 | [ 26 ] |
| Niebiańskie dni                                                         | fabularny, pełnometrażowy                      | 1978                  | 2007 | [ 42 ] |
| Niebieski ptak                                                          | fabularny, pełnometrażowy                      | 1918                  | 2004 | [ 39 ] |
| Niech żyje sport!                                                       | fabularny, pełnometrażowy                      | 1925                  | 1990 | [ 44 ] |
| Nietolerancja                                                           | fabularny, pełnometrażowy                      | 1916                  | 1989 | [ 43 ] |
| Nieugięty Luke                                                          | fabularny, pełnometrażowy                      | 1967                  | 2005 | [ 36 ] |
| Niewidzialny człowiek                                                   | fabularny, pełnometrażowy                      | 1933                  | 2008 | [ 35 ] |
| Nieznajomi z pociągu                                                    | fabularny, pełnometrażowy                      | 1951                  | 2021 | [ 34 ] |
| Ninoczka                                                                | fabularny, pełnometrażowy                      | 1939                  | 1990 | [ 44 ] |
| No Lies...                                                              | fabularny, krótkometrażowy                     | 1973                  | 2008 | [ 35 ] |
| Noc myśliwego                                                           | fabularny, pełnometrażowy                      | 1955                  | 1992 | [ 31 ] |
| Noc w operze                                                            | fabularny, pełnometrażowy                      | 1935                  | 1993 | [ 28 ] |
| Noc żywych trupów                                                       | fabularny, pełnometrażowy                      | 1968                  | 1999 | [ 46 ] |
| Nocne motyle                                                            | fabularny, pełnometrażowy                      | 1933                  | 1992 | [ 31 ] |
| Nocny kowboj                                                            | fabularny, pełnometrażowy                      | 1969                  | 1994 | [ 23 ] |
| Norma Rae                                                               | fabularny, pełnometrażowy                      | 1979                  | 2011 | [ 26 ] |
| El Norte                                                                | fabularny, pełnometrażowy                      | 1983                  | 1995 | [ 29 ] |
| (nostalgia)                                                             | dokumentalny, krótkometrażowy                  | 1971                  | 2003 | [ 32 ] |
| Notes on the Port of St. Francis                                        | dokumentalny, krótkometrażowy                  | 1951                  | 2013 | [ 41 ] |
| Nothing But a Man                                                       | fabularny, pełnometrażowy                      | 1964                  | 1993 | [ 28 ] |
| Obcy – ósmy pasażer Nostromo                                            | fabularny, pełnometrażowy                      | 1979                  | 2002 | [ 25 ] |
| Oblężenie                                                               | dokumentalny, krótkometrażowy                  | 1940                  | 2006 | [ 33 ] |
| Obywatel Kane                                                           | fabularny, pełnometrażowy                      | 1941                  | 1989 | [ 43 ] |
| Odlot                                                                   | fabularny, pełnometrażowy                      | 1972                  | 2022 | [ 27 ] |
| OffOn                                                                   | eksperymentalny, krótkometrażowy               | 1968                  | 2004 | [ 39 ] |
| Ognista kula                                                            | fabularny, pełnometrażowy                      | 1941                  | 2016 | [ 20 ] |
| Ojciec chrzestny                                                        | fabularny, pełnometrażowy                      | 1972                  | 1990 | [ 44 ] |
| Ojciec chrzestny II                                                     | fabularny, pełnometrażowy                      | 1974                  | 1993 | [ 28 ] |
| Oklahoma!                                                               | fabularny, pełnometrażowy                      | 1955                  | 2007 | [ 42 ] |
| Okno na podwórze                                                        | fabularny, pełnometrażowy                      | 1954                  | 1997 | [ 38 ] |
| O krok od sławy                                                         | dokumentalny, pełnometrażowy                   | 2013                  | 2023 | [ 24 ] |
| Olbrzym                                                                 | fabularny, pełnometrażowy                      | 1956                  | 2005 | [ 36 ] |
| The Old Mill                                                            | animowany, krótkometrażowy                     | 1937                  | 2015 | [ 40 ] |
| On the Bowery                                                           | dokumentalny, pełnometrażowy                   | 1957                  | 2008 | [ 35 ] |
| One Froggy Evening                                                      | animowany, krótkometrażowy                     | 1956                  | 2003 | [ 32 ] |
| One Survivor Remembers                                                  | dokumentalny, krotknometrażowy                 | 1995                  | 2012 | [ 18 ] |
| Opowieść z Luizjany                                                     | fabularny, pełnometrażowy                      | 1948                  | 1994 | [ 23 ] |
| Osławiona                                                               | fabularny, pełnometrażowy                      | 1946                  | 2006 | [ 33 ] |
| Ostatni Mohikanin                                                       | fabularny, pełnometrażowy                      | 1920                  | 1995 | [ 29 ] |
| Ostatni rozkaz                                                          | fabularny, pełnometrażowy                      | 1928                  | 2006 | [ 33 ] |
| Ostatni seans filmowy                                                   | fabularny, pełnometrażowy                      | 1971                  | 1998 | [ 45 ] |
| Oszustka                                                                | fabularny, pełnometrażowy                      | 1915                  | 1993 | [ 28 ] |
| Oto Spinal Tap                                                          | fabularny, pełnometrażowy                      | 1984                  | 2002 | [ 25 ] |
| Our Day                                                                 | dokumentalny, krótkometrażowy                  | 1938                  | 2007 | [ 42 ] |
| Our Lady of the Sphere                                                  | eksperymentalny, krótkometrażowy               | 1969                  | 2010 | [ 37 ] |
| Pan Smith jedzie do Waszyngtonu                                         | fabularny, pełnometrażowy                      | 1939                  | 1989 | [ 43 ] |
| Pani Miniver                                                            | fabularny, pełnometrażowy                      | 1942                  | 2009 | [ 47 ] |
| Panna Molly Bryant                                                      | fabularny, pełnometrażowy                      | 1922                  | 2001 | [ 21 ] |
| Panowie w cylindrach                                                    | fabularny, pełnometrażowy                      | 1935                  | 1990 | [ 44 ] |
| Parable                                                                 | fabularny, krótkometrażowy                     | 1964                  | 2012 | [ 18 ] |
| Parias                                                                  | fabularny, pełnometrażowy                      | 2011                  | 2022 | [ 27 ] |
| Paryż płonie                                                            | dokumentalny, pełnometrażowy                   | 1990                  | 2016 | [ 20 ] |
| Parowiec Willie                                                         | animowany, krótkometrażowy                     | 1928                  | 1998 | [ 45 ] |
| Passing Through                                                         | fabularny, pełnometrażowy                      | 1977                  | 2023 | [ 24 ] |
| Pass the Gravy                                                          | fabularny, krótkometrażowy                     | 1928                  | 1998 | [ 45 ] |
| Patton                                                                  | fabularny, pełnometrażowy                      | 1970                  | 2003 | [ 32 ] |
| Peege                                                                   | fabularny, krótkometrażowy                     | 1972                  | 2007 | [ 42 ] |
| The Perils of Pauline                                                   | cykl krótkometrażówek                          | 1914                  | 2008 | [ 35 ] |
| Perła                                                                   | fabularny, pełnometrażowy                      | 1948                  | 2002 | [ 25 ] |
| Pewnego razu na Dzikim Zachodzie                                        | fabularny, pełnometrażowy                      | 1968                  | 2009 | [ 47 ] |
| Pierwszy krok w kosmos                                                  | fabularny, pełnometrażowy                      | 1983                  | 2013 | [ 41 ] |
| Pieskie popołudnie                                                      | fabularny, pełnometrażowy                      | 1975                  | 2009 | [ 47 ] |
| Pięć łatwych utworów                                                    | fabularny, pełnometrażowy                      | 1970                  | 2000 | [ 30 ] |
| Piękna i Bestia                                                         | animowany, pełnometrażowy                      | 1991                  | 2002 | [ 25 ] |
| Piękny i zły                                                            | fabularny, pełnometrażowy                      | 1952                  | 2002 | [ 25 ] |
| Pinokio                                                                 | animowany, pełnometrażowy                      | 1940                  | 1994 | [ 23 ] |
| Piotruś Pan                                                             | fabularny, pełnometrażowy                      | 1924                  | 2000 | [ 30 ] |
| Planeta Małp                                                            | fabularny, pełnometrażowy                      | 1968                  | 2001 | [ 21 ] |
| Please Don’t Bury Me Alive!                                             | fabularny, pełnometrażowy                      | 1976                  | 2014 | [ 17 ] |
| The Plow That Broke the Plains                                          | dokumentalny, krótkometrażowy                  | 1936                  | 1999 | [ 46 ] |
| Płonące siodła                                                          | fabularny, pełnometrażowy                      | 1974                  | 2006 | [ 33 ] |
| Pocałunek                                                               | krótkometrażowy                                | 1896                  | 1999 | [ 46 ] |
| Podróże Sullivana                                                       | fabularny, pełnometrażowy                      | 1941                  | 1990 | [ 44 ] |
| Podwójne ubezpieczenie                                                  | fabularny, pełnometrażowy                      | 1944                  | 1992 | [ 31 ] |
| Pogromcy duchów                                                         | fabularny, pełnometrażowy                      | 1984                  | 2015 | [ 40 ] |
| Point of Order                                                          | dokumentalny, pełnometrażowy                   | 1964                  | 1993 | [ 28 ] |
| Pole marzeń                                                             | fabularny, pełnometrażowy                      | 1989                  | 2017 | [ 9 ]  |
| Policjani                                                               | fabularny, krótkometrażowy                     | 1922                  | 1997 | [ 38 ] |
| Porgy i Bess                                                            | fabularny, pełnometrażowy                      | 1959                  | 2011 | [ 26 ] |
| Porky in Wackyland                                                      | animowany, krótkometrażowy                     | 1938                  | 2000 | [ 30 ] |
| Portret Jasona                                                          | dokumentalny, pełnometrażowy                   | 1967                  | 2015 | [ 40 ] |
| Poszukiwacze                                                            | fabularny, pełnometrażowy                      | 1956                  | 1989 | [ 43 ] |
| Poszukiwacze zaginionej Arki                                            | fabularny, pełnometrażowy                      | 1981                  | 1999 | [ 46 ] |
| Poszukiwaczki złota                                                     | fabularny, pełnometrażowy                      | 1933                  | 2003 | [ 32 ] |
| The Power of the Press                                                  | fabularny, pełnometrażowy                      | 1928                  | 2005 | [ 36 ] |
| Powers of Ten                                                           | dokumentalny, krótkometrażowy                  | 1978                  | 1998 | [ 45 ] |
| Powrót do przyszłości                                                   | fabularny, pełnometrażowy                      | 1985                  | 2007 | [ 42 ] |
| Pół żartem, pół serio                                                   | fabularny, pełnometrażowy                      | 1959                  | 1989 | [ 43 ] |
| Północ                                                                  | fabularny, pełnometrażowy                      | 1939                  | 2013 | [ 41 ] |
| Północ, północny zachód                                                 | fabularny, pełnometrażowy                      | 1959                  | 1995 | [ 29 ] |
| Precious Images                                                         | dokumentalny, krótkometrażowy                  | 1986                  | 2009 | [ 47 ] |
| Preservation of the Sign Language                                       | dokumentalny, krótkometrażowy                  | 1913                  | 2010 | [ 37 ] |
| President McKinley Inauguration Footage                                 | dokumentalny, krótkometrażowy                  | 1901                  | 2000 | [ 30 ] |
| Prezent pod choinkę                                                     | fabularny, pełnometrażowy                      | 1983                  | 2012 | [ 18 ] |
| Primary                                                                 | dokumentalny, pełnometrażowy                   | 1960                  | 1990 | [ 44 ] |
| Princess Nicotine; or, The Smoke Fairy                                  | fabularny, krótkometrażowy                     | 1909                  | 2003 | [ 32 ] |
| Producenci                                                              | fabularny, pełnometrażowy                      | 1968                  | 1996 | [ 22 ] |
| Prywatka                                                                | fabularny, pełnometrażowy                      | 1990                  | 2022 | [ 27 ] |
| Przeminęło z wiatrem                                                    | fabularny, pełnometrażowy                      | 1939                  | 1989 | [ 43 ] |
| Przeżyliśmy wojnę                                                       | fabularny, pełnometrażowy                      | 1962                  | 1994 | [ 23 ] |
| Przygody Robin Hooda                                                    | fabularny, pełnometrażowy                      | 1938                  | 1995 | [ 29 ] |
| Przyjęcie weselne                                                       | fabularny, pełnometrażowy                      | 1993                  | 2023 | [ 24 ] |
| Psychoza                                                                | fabularny, pełnometrażowy                      | 1960                  | 1992 | [ 31 ] |
| Ptaki                                                                   | fabularny, pełnometrażowy                      | 1963                  | 2016 | [ 20 ] |
| Pull My Daisy                                                           | eksperymentalny, krótkometrażowy               | 1959                  | 1996 | [ 22 ] |
| Pulp Fiction                                                            | fabularny, pełnometrażowy                      | 1994                  | 2013 | [ 41 ] |
| Punch Drunks                                                            | fabularny, krótkometrażowy                     | 1934                  | 2002 | [ 25 ] |
| Pups Is Pups                                                            | fabularny, krótkometrażowy                     | 1930                  | 2004 | [ 39 ] |
| Pustka                                                                  | fabularny, pełnometrażowy                      | 1950                  | 2007 | [ 42 ] |
| Putney Swope                                                            | fabularny, pełnometrażowy                      | 1969                  | 2016 | [ 20 ] |
| Quasi at the Quackadero                                                 | animowany, krótkometrażowy                     | 1975                  | 2009 | [ 47 ] |
| The Red Book                                                            | animowany, krótkometrażowy                     | 1994                  | 2009 | [ 47 ] |
| Regeneration                                                            | fabularny, pełnometrażowy                      | 1915                  | 2000 | [ 30 ] |
| Republic Steel Strike Riot Newsreel Footage                             | kronika filmowa                                | 1937                  | 1997 | [ 38 ] |
| Requiem–29                                                              | dokumentalny                                   | 1972                  | 2021 | [ 34 ] |
| Return of the Secaucus 7                                                | fabularny, pełnometrażowy                      | 1980                  | 1997 | [ 38 ] |
| The Revenge of Pancho Villa                                             | dokumentalny, pełnometrażowy                   | 1930–1936             | 2009 | [ 47 ] |
| Richard Pryor: Live in Concert                                          | dokumentalny                                   | 1979                  | 2021 | [ 34 ] |
| Rio Bravo                                                               | fabularny, pełnometrażowy                      | 1959                  | 2014 | [ 17 ] |
| Ringling Brothers Parade Film                                           | niemy                                          | 1902                  | 2021 | [ 34 ] |
| Rip Van Winkle                                                          | cykl krótkometrażówek                          | 1896                  | 1995 | [ 29 ] |
| The River                                                               | dokumentalny, krótkometrażowy                  | 1938                  | 1990 | [ 44 ] |
| Rocky                                                                   | fabularny, pełnometrażowy                      | 1976                  | 2006 | [ 33 ] |
| The Rocky Horror Picture Show                                           | fabularny, pełnometrażowy                      | 1975                  | 2005 | [ 36 ] |
| Rodzynek w słońcu                                                       | fabularny, pełnometrażowy                      | 1961                  | 2005 | [ 36 ] |
| Roger i ja                                                              | dokumentalny, pełnometrażowy                   | 1989                  | 2013 | [ 41 ] |
| Rose Hobart                                                             | eksperymentalny, krótkometrażowy               | 1936                  | 2001 | [ 21 ] |
| Rozmowa                                                                 | fabularny, pełnometrażowy                      | 1974                  | 1995 | [ 29 ] |
| Rozpaczliwie poszukując Susan                                           | fabularny, pełnometrażowy                      | 1985                  | 2023 | [ 24 ] |
| Rozplątane języki                                                       | dokumentalny, eksperymentalny                  | 1989                  | 2022 | [ 27 ] |
| Rób, co należy                                                          | fabularny, pełnometrażowy                      | 1989                  | 1999 | [ 46 ] |
| Różowa Pantera                                                          | fabularny, pełnometrażowy                      | 1963                  | 2010 | [ 37 ] |
| Różowe flamingi                                                         | fabularny, pełnometrażowy                      | 1984                  | 2021 | [ 34 ] |
| Ruchome obrazy nr 1                                                     | animowany, eksperymentalny, krótkometrażowy    | 1947                  | 1997 | [ 38 ] |
| Rushmore                                                                | fabularny, pełnometrażowy                      | 1998                  | 2016 | [ 20 ] |
| Rzeka Czerwona                                                          | fabularny, pełnometrażowy                      | 1948                  | 1990 | [ 44 ] |
| Rzymskie wakacje                                                        | fabularny, pełnometrażowy                      | 1953                  | 1999 | [ 46 ] |
| Sabrina                                                                 | fabularny, pełnometrażowy                      | 1954                  | 2002 | [ 25 ] |
| Salomé                                                                  | fabularny, pełnometrażowy                      | 1923                  | 2000 | [ 30 ] |
| Samotni                                                                 | fabularny, pełnometrażowy                      | 1928                  | 2010 | [ 37 ] |
| Samsara: Death and Rebirth in Cambodia                                  | dokumentalny, krótkometrażowy                  | 1990                  | 2012 | [ 18 ] |
| San Francisco Earthquake and Fire, April 18, 1906                       | dokumentalny, krótkometrażowy                  | 1906                  | 2005 | [ 36 ] |
| Scratch and Crow                                                        | animowany, krótkometrażowy                     | 1995                  | 2009 | [ 47 ] |
| Seks, kłamstwa i kasety wideo                                           | fabularny, pełnometrażowy                      | 1989                  | 2006 | [ 33 ] |
| Selena                                                                  | fabularny, pełnometrażowy                      | 1997                  | 2021 | [ 34 ] |
| Serene Velocity                                                         | eksperymentalny, krótkometrażowy               | 1970                  | 2001 | [ 21 ] |
| The Sex Life of the Polyp                                               | fabularny, krótkometrażowy                     | 1928                  | 2007 | [ 42 ] |
| Shaft                                                                   | fabularny, pełnometrażowy                      | 1971                  | 2000 | [ 30 ] |
| Sherman’s March                                                         | dokumentalny, pełnometrażowy                   | 1986                  | 2000 | [ 30 ] |
| Shock Corridor                                                          | fabularny, pełnometrażowy                      | 1963                  | 1996 | [ 22 ] |
| Shoes                                                                   | fabularny, pełnometrażowy                      | 1916                  | 2014 | [ 17 ] |
| Show People                                                             | fabularny, pełnometrażowy                      | 1928                  | 2003 | [ 32 ] |
| Shrek                                                                   | animowany, pełnometrażowy                      | 2001                  | 2020 | [ 48 ] |
| Sieci popołudnia                                                        | eksperymentalny, krótkometrażowy               | 1943                  | 1990 | [ 44 ] |
| Sieć                                                                    | fabularny, pełnometrażowy                      | 1976                  | 2000 | [ 30 ] |
| Siedem narzeczonych dla siedmiu braci                                   | fabularny, pełnometrażowy                      | 1954                  | 2004 | [ 39 ] |
| Siedmiu wspaniałych                                                     | fabularny, pełnometrażowy                      | 1960                  | 2013 | [ 41 ] |
| Sierżant York                                                           | fabularny, pełnometrażowy                      | 1941                  | 2008 | [ 35 ] |
| Siła zła                                                                | fabularny, pełnometrażowy                      | 1948                  | 1994 | [ 23 ] |
| Siłacz                                                                  | fabularny, pełnometrażowy                      | 1926                  | 2007 | [ 42 ] |
| Sink or Swim                                                            | eksperymentalny, pełnometrażowy                | 1990                  | 2015 | [ 40 ] |
| Siódma podróż Sindbada                                                  | fabularny, pełnometrażowy                      | 1958                  | 2008 | [ 35 ] |
| Siódme niebo                                                            | fabularny, pełnometrażowy                      | 1927                  | 1995 | [ 29 ] |
| Skarb Sierra Madre                                                      | fabularny, pełnometrażowy                      | 1948                  | 1990 | [ 44 ] |
| Skazani na Shawshank                                                    | fabularny, pełnometrażowy                      | 1994                  | 2015 | [ 40 ] |
| Sklep za rogiem                                                         | fabularny, pełnometrażowy                      | 1940                  | 1999 | [ 46 ] |
| Skorpion powstaje                                                       | krótkometrażowy, eksperymentalny               | 1964                  | 2022 | [ 27 ] |
| Skrzydła                                                                | fabularny, pełnometrażowy                      | 1927                  | 1997 | [ 38 ] |
| Sky High                                                                | fabularny, pełnometrażowy                      | 1922                  | 1998 | [ 45 ] |
| Slacker                                                                 | fabularny, pełnometrażowy                      | 1991                  | 2012 | [ 18 ] |
| Sława                                                                   | fabularny, pełnometrażowy                      | 1980                  | 2023 | [ 24 ] |
| Słodki smak sukcesu                                                     | fabularny, pełnometrażowy                      | 1957                  | 1993 | [ 28 ] |
| Snow White                                                              | animowany, krótkometrażowy                     | 1933                  | 1994 | [ 23 ] |
| So's Your Old Man                                                       | fabularny, pełnometrażowy                      | 1926                  | 2008 | [ 35 ] |
| Sokół maltański                                                         | fabularny, pełnometrażowy                      | 1941                  | 1989 | [ 43 ] |
| Solomon Sir Jones films                                                 | amatorskie, dokumentalne, krótkometrażowe      | 1924–28               | 2016 | [ 20 ] |
| Sounder                                                                 | fabularny, pełnometrażowy                      | 1972                  | 2021 | [ 34 ] |
| Sól ziemi                                                               | fabularny, pełnometrażowy                      | 1954                  | 1992 | [ 31 ] |
| Spacer w słońcu                                                         | fabularny, pełnometrażowy                      | 1945                  | 2016 | [ 20 ] |
| Spać ze złem                                                            | fabularny, pełnometrażowy                      | 1990                  | 2017 | [ 9 ]  |
| Spartakus                                                               | fabularny, pełnometrażowy                      | 1960                  | 2017 | [ 9 ]  |
| Spekulant zbożowy                                                       | fabularny, krótkometrażowy                     | 1909                  | 1994 | [ 23 ] |
| Spokojny człowiek                                                       | fabularny, pełnometrażowy                      | 1952                  | 2013 | [ 41 ] |
| The Spook Who Sat by the Door                                           | fabularny, pełnometrażowy                      | 1973                  | 2012 | [ 18 ] |
| Spotkamy się w St. Louis                                                | fabularny, pełnometrażowy                      | 1944                  | 1994 | [ 23 ] |
| St. Louis Blues                                                         | fabularny, krótkometrażowy                     | 1929                  | 2006 | [ 33 ] |
| Star Theatre                                                            | dokumentalny, krótkometrażowy                  | 1901                  | 2002 | [ 25 ] |
| Stark Love                                                              | fabularny, pełnometrażowy                      | 1927                  | 2009 | [ 47 ] |
| Statek komediantów                                                      | fabularny, pełnometrażowy                      | 1936                  | 1996 | [ 22 ] |
| Stąd do wieczności                                                      | fabularny, pełnometrażowy                      | 1953                  | 2002 | [ 25 ] |
| Stop Making Sense                                                       | dokumentalny                                   | 1984                  | 2021 | [ 34 ] |
| Stormy Weather                                                          | fabularny, pełnometrażowy                      | 1943                  | 2001 | [ 21 ] |
| The Story of Menstruation                                               | animowany, dokumentalny, krótkometrażowy       | 1946                  | 2015 | [ 40 ] |
| Stracony weekend                                                        | fabularny, pełnometrażowy                      | 1945                  | 2011 | [ 26 ] |
| Strona tytułowa                                                         | fabularny, pełnometrażowy                      | 1931                  | 2010 | [ 37 ] |
| Strzały o zmierzchu                                                     | fabularny, pełnometrażowy                      | 1962                  | 1992 | [ 31 ] |
| A Study in Reds                                                         | amatorski, krótkometrażowy                     | 1932                  | 2009 | [ 47 ] |
| Study of a River                                                        | eksperymentalny, krótkometrażowy               | 1996                  | 2010 | [ 37 ] |
| Superman                                                                | fabularny, pełnometrażowy                      | 1978                  | 2017 | [ 9 ]  |
| Suzanne, Suzanne                                                        | dokumentalny, krótkometrażowy                  | 1982                  | 2016 | [ 20 ] |
| Swobodny jeździec                                                       | fabularny, pełnometrażowy                      | 1969                  | 1998 | [ 45 ] |
| Symbiopsychotaxiplasm: Take One                                         | dokumentalny, pełnometrażowy                   | 1968                  | 2015 | [ 40 ] |
| Symfonia zmysłów                                                        | fabularny, pełnometrażowy                      | 1927                  | 2006 | [ 33 ] |
| Syn szejka                                                              | fabularny, pełnometrażowy                      | 1926                  | 2003 | [ 32 ] |
| Synowie pustyni                                                         | fabularny, pełnometrażowy                      | 1933                  | 2012 | [ 18 ] |
| Szalone żony                                                            | fabularny, pełnometrażowy                      | 1922                  | 2008 | [ 35 ] |
| Szarada                                                                 | fabularny, pełnometrażowy                      | 1963                  | 2022 | [ 27 ] |
| Szare ogrody                                                            | dokumentalny, pełnometrażowy                   | 1975                  | 2010 | [ 37 ] |
| Szczęki                                                                 | fabularny, pełnometrażowy                      | 1975                  | 2001 | [ 21 ] |
| Szeregowiec Ryan                                                        | fabularny, pełnometrażowy                      | 1998                  | 2014 | [ 17 ] |
| Szklana pułapka                                                         | fabularny, pełnometrażowy                      | 1988                  | 2017 | [ 9 ]  |
| Szkolna dżungla                                                         | fabularny, pełnometrażowy                      | 1955                  | 2016 | [ 20 ] |
| Szlachetny T                                                            | fabularny, pełnometrażowy                      | 1957                  | 2000 | [ 30 ] |
| Szpital                                                                 | fabularny, pełnometrażowy                      | 1971                  | 1995 | [ 29 ] |
| Ścieżki chwały                                                          | fabularny, pełnometrażowy                      | 1957                  | 1992 | [ 31 ] |
| Śmiertelny pocałunek                                                    | fabularny, pełnometrażowy                      | 1955                  | 1999 | [ 46 ] |
| Śniadanie u Tiffany’ego                                                 | fabularny, pełnometrażowy                      | 1961                  | 2012 | [ 18 ] |
| Śpiewak jazzbandu                                                       | fabularny, pełnometrażowy                      | 1927                  | 1996 | [ 22 ] |
| Światła wielkiego miasta                                                | fabularny, pełnometrażowy                      | 1931                  | 1991 | [ 19 ] |
| The T.A.M.I. Show                                                       | dokumentalny, pełnometrażowy                   | 1964                  | 2006 | [ 33 ] |
| Tabu                                                                    | fabularny, pełnometrażowy                      | 1931                  | 1994 | [ 23 ] |
| Tacoma Narrows Bridge Collapse                                          | dokumentalny, amatorski, krótkometrażowy       | 1940                  | 1998 | [ 45 ] |
| Tajemnice Los Angeles                                                   | fabularny, pełnometrażowy                      | 1997                  | 2015 | [ 40 ] |
| Taksówkarz                                                              | fabularny, pełnometrażowy                      | 1976                  | 1994 | [ 23 ] |
| Tańcz, dziewczyno, tańcz                                                | fabularny, pełnometrażowy                      | 1940                  | 2007 | [ 42 ] |
| Tańczący z wilkami                                                      | fabularny, pełnometrażowy                      | 1990                  | 2007 | [ 42 ] |
| Tarantella                                                              | eksperymentalny, krótkometrażowy               | 1940                  | 2010 | [ 37 ] |
| Tchórz                                                                  | fabularny, pełnometrażowy                      | 1921                  | 2007 | [ 42 ] |
| Teksańska masakra piłą mechaniczną                                      | fabularny, pełnometrażowy                      | 1974                  | 2024 | [ 49 ] |
| Telefon towarzyski                                                      | fabularny, pełnometrażowy                      | 1959                  | 2009 | [ 47 ] |
| The Tell-Tale Heart                                                     | animowany, krótkometrażowy                     | 1953                  | 2001 | [ 21 ] |
| Ten, którego biją po twarzy                                             | fabularny, pełnometrażowy                      | 1924                  | 2017 | [ 9 ]  |
| Terminator                                                              | fabularny, pełnometrażowy                      | 1984                  | 2008 | [ 35 ] |
| Terminator 2: Dzień sądu                                                | fabularny, pełnometrażowy                      | 1991                  | 2023 | [ 24 ] |
| Tess z kraju burz                                                       | fabularny, pełnometrażowy                      | 1914                  | 2006 | [ 33 ] |
| Tevye                                                                   | fabularny, pełnometrażowy                      | 1939                  | 1991 | [ 19 ] |
| The Lighted Field                                                       | eksperymentalny                                | 1987                  | 2023 | [ 24 ] |
| Thelma i Louise                                                         | fabularny, pełnometrażowy                      | 1991                  | 2016 | [ 20 ] |
| Thelonious Monk: Straight, No Chaser                                    | dokumentalny, pełnometrażowy                   | 1988                  | 2017 | [ 9 ]  |
| Theodore Case Sound Test: Gus Visser and His Singing Duck               | krótkometrażowy                                | 1925                  | 2002 | [ 25 ] |
| There It Is                                                             | fabularny, krótkometrażowy                     | 1928                  | 2004 | [ 39 ] |
| They Call It Pro Football                                               | dokumentalny, pełnometrażowy                   | 1966                  | 2012 | [ 18 ] |
| The Thin Blue Line                                                      | dokumentalny, pełnometrażowy                   | 1988                  | 2001 | [ 21 ] |
| Think of Me First as a Person                                           | dokumentalny, amatorski                        | 1960–1975             | 2006 | [ 33 ] |
| This Is Cinerama                                                        | dokumentalny, pełnometrażowy                   | 1952                  | 2002 | [ 25 ] |
| Through Navajo Eyes                                                     | cykl krótkometrażowych filmów dokumentalnych   | 1966                  | 2002 | [ 25 ] |
| Time and Dreams                                                         | amatorski, dokumentalny, pełnometrażowy        | 1976                  | 2017 | [ 9 ]  |
| A Time for Burning                                                      | dokumentalny, pełnometrażowy                   | 1966                  | 2005 | [ 36 ] |
| A Time Out of War                                                       | fabularny, krótkometrażowy                     | 1954                  | 2006 | [ 33 ] |
| Tin Toy                                                                 | animowany, krótkometrażowy                     | 1988                  | 2003 | [ 32 ] |
| Titanic                                                                 | fabularny, pełnometrażowy                      | 1997                  | 2017 | [ 9 ]  |
| Titicut Follies                                                         | dokumentalny                                   | 1967                  | 2022 | [ 27 ] |
| To Fly!                                                                 | dokumentalny, krótkometrażowy                  | 1976                  | 1995 | [ 29 ] |
| To wspaniałe życie                                                      | fabularny, pełnometrażowy                      | 1946                  | 1990 | [ 44 ] |
| Tom, Tom, the Piper's Son                                               | eksperymentalny, pełnometrażowy                | 1969–1971             | 2007 | [ 42 ] |
| Tootsie                                                                 | fabularny, pełnometrażowy                      | 1982                  | 1998 | [ 45 ] |
| Top Gun                                                                 | fabularny, pełnometrażowy                      | 1986                  | 2015 | [ 40 ] |
| Topaz                                                                   | dokumentalny, pełnometrażowy                   | 1943–1945             | 1996 | [ 22 ] |
| Toy Story                                                               | animowany, pełnometrażowy                      | 1995                  | 2005 | [ 36 ] |
| Traffic in Souls                                                        | fabularny, pełnometrażowy                      | 1913                  | 2006 | [ 33 ] |
| Tramwaj zwany pożądaniem                                                | fabularny, pełnometrażowy                      | 1951                  | 1999 | [ 46 ] |
| Trance and Dance in Bali                                                | dokumentalny, krótkometrażowy                  | 1936–1939             | 1999 | [ 46 ] |
| A Trip Down Market Street                                               | dokumentalny, krótkometrażowy                  | 1906                  | 2010 | [ 37 ] |
| Trzy kamelie                                                            | fabularny, pełnometrażowy                      | 1942                  | 2007 | [ 42 ] |
| Trzy małe świnki                                                        | animowany, krótkometrażowy                     | 1933                  | 2007 | [ 42 ] |
| Tulips Shall Grow                                                       | animowany, krótkometrażowy                     | 1942                  | 1997 | [ 38 ] |
| Twarz w tłumie                                                          | fabularny, pełnometrażowy                      | 1957                  | 2008 | [ 35 ] |
| Twarze                                                                  | fabularny, pełnometrażowy                      | 1968                  | 2011 | [ 26 ] |
| Twarze na sprzedaż                                                      | fabularny, pełnometrażowy                      | 1966                  | 2015 | [ 40 ] |
| Two-Lane Blacktop                                                       | fabularny, pełnometrażowy                      | 1971                  | 2012 | [ 18 ] |
| Tylko aniołowie mają skrzydła                                           | fabularny, pełnometrażowy                      | 1939                  | 2017 | [ 9 ]  |
| Ulica Hester                                                            | fabularny, pełnometrażowy                      | 1975                  | 2011 | [ 26 ] |
| Ulica szaleństw                                                         | fabularny, pełnometrażowy                      | 1933                  | 1998 | [ 45 ] |
| Ulice nędzy                                                             | fabularny, pełnometrażowy                      | 1973                  | 1997 | [ 38 ] |
| Uncle Tom’s Cabin                                                       | fabularny, pełnometrażowy                      | 1914                  | 2012 | [ 18 ] |
| Under Western Stars                                                     | fabularny, pełnometrażowy                      | 1938                  | 2009 | [ 47 ] |
| Union Maids                                                             | dokumentalny                                   | 1976                  | 2022 | [ 27 ] |
| Unmasked                                                                | fabularny, pełnometrażowy                      | 1917                  | 2014 | [ 17 ] |
| Upiór w operze                                                          | fabularny, pełnometrażowy                      | 1925                  | 1998 | [ 45 ] |
| Urodzeni wczoraj                                                        | fabularny, pełnometrażowy                      | 1950                  | 2012 | [ 18 ] |
| Uwolnienie                                                              | fabularny, pełnometrażowy                      | 1972                  | 2008 | [ 35 ] |
| V-E +1                                                                  | dokumentalnt, krótkometrażowy                  | 1945                  | 2014 | [ 17 ] |
| Verbena trágica                                                         | fabularny, pełnometrażowy                      | 1939                  | 1996 | [ 22 ] |
| A Virtuous Vamp                                                         | fabularny, pełnometrażowy                      | 1939                  | 2013 | [ 41 ] |
| W obręczy marzeń                                                        | dokumentalny, pełnometrażowy                   | 1994                  | 2005 | [ 36 ] |
| W pogoni za cieniem                                                     | fabularny, pełnometrażowy                      | 1934                  | 1997 | [ 38 ] |
| W samo południe                                                         | fabularny, pełnometrażowy                      | 1952                  | 1989 | [ 43 ] |
| W upalną noc                                                            | fabularny, pełnometrażowy                      | 1967                  | 2002 | [ 25 ] |
| Wachlarz lady Windermere                                                | fabularny, pełnometrażowy                      | 1925                  | 2002 | [ 25 ] |
| Wanda                                                                   | fabularny, pełnometrażowy                      | 1970                  | 2017 | [ 9 ]  |
| Water and Power                                                         | dokumentalny, pełnometrażowy                   | 1989                  | 2008 | [ 35 ] |
| WALL·E                                                                  | fabularny, pełnometrażowy                      | 2008                  | 2021 | [ 34 ] |
| The Way of Peace                                                        | animowany, krótkometrażowy                     | 1947                  | 2014 | [ 17 ] |
| Wejście smoka                                                           | fabularny, pełnometrażowy                      | 1973                  | 2004 | [ 39 ] |
| We’re Alive                                                             | dokumentalny, krótkometrażowy                  | 1974                  | 2023 | [ 24 ] |
| West Side Story                                                         | fabularny, pełnometrażowy                      | 1961                  | 1997 | [ 38 ] |
| Westinghouse Works, 1904                                                | cykl krótkometrażowych filmów dokumentalnych   | 1904                  | 1998 | [ 45 ] |
| What’s Opera, Doc?                                                      | animowany, krótkometrażowy                     | 1957                  | 1992 | [ 31 ] |
| Where Are My Children?                                                  | fabularny, pełnometrażowy                      | 1916                  | 1993 | [ 28 ] |
| White Fawn’s Devotion                                                   | fabularny, krótkometrażowy                     | 1910                  | 2008 | [ 35 ] |
| Who Killed Vincent Chin?                                                | dokumentalny                                   | 1987                  | 2021 | [ 34 ] |
| Why Man Creates                                                         | animowany, dokumentalny, krótkometrażowy       | 1968                  | 2002 | [ 25 ] |
| Why We Fight                                                            | cykl pełnometrażowych filmów dokumentalnych    | 1943–1945             | 2000 | [ 30 ] |
| Wicher                                                                  | fabularny, pełnometrażowy                      | 1928                  | 1993 | [ 28 ] |
| Wichrowe Wzgórza                                                        | fabularny, pełnometrażowy                      | 1939                  | 2007 | [ 42 ] |
| Wielka nagroda                                                          | fabularny, pełnometrażowy                      | 1944                  | 2003 | [ 32 ] |
| Wielka parada                                                           | fabularny, pełnometrażowy                      | 1925                  | 1992 | [ 31 ] |
| Wielka wyprawa muppetów                                                 | fabularny, pełnometrażowy                      | 1979                  | 2009 | [ 47 ] |
| Wielki biznes                                                           | fabularny, krótkometrażowy                     | 1929                  | 1992 | [ 31 ] |
| Wielki sen                                                              | fabularny, pełnometrażowy                      | 1946                  | 1997 | [ 38 ] |
| Więzienny rock                                                          | fabularny, pełnometrażowy                      | 1957                  | 2004 | [ 39 ] |
| Więzień królewski                                                       | fabularny, pełnometrażowy                      | 1937                  | 1991 | [ 19 ] |
| Wild and Woolly                                                         | fabularny, pełnometrażowy                      | 1917                  | 2002 | [ 25 ] |
| Wild Boys of the Road                                                   | fabularny, pełnometrażowy                      | 1933                  | 2013 | [ 41 ] |
| Will Success Spoil Rock Hunter?                                         | fabularny, pełnometrażowy                      | 1957                  | 2000 | [ 30 ] |
| Willy Wonka i fabryka czekolady                                         | fabularny, pełnometrażowy                      | 1971                  | 2014 | [ 17 ] |
| Winchester ’73                                                          | fabularny, pełnometrażowy                      | 1950                  | 2015 | [ 40 ] |
| The Wishing Ring: An Idyll of Old England                               | fabularny, pełnometrażowy                      | 1914                  | 2012 | [ 18 ] |
| Witajcie bohatera-zdobywcę                                              | fabularny, pełnometrażowy                      | 1944                  | 2015 | [ 40 ] |
| With the Abraham Lincoln Brigade in Spanish Civil War                   | dokumentalny, krótkometrażowy                  | 1937–1938             | 2017 | [ 9 ]  |
| Within Our Gates                                                        | fabularny, pełnometrażowy                      | 1920                  | 1992 | [ 31 ] |
| Władca Pierścieni: Drużyna Pierścienia                                  | fabularny, pełnometrażowy                      | 2001                  | 2021 | [ 34 ] |
| Władza i chwała                                                         | fabularny, pełnometrażowy                      | 1933                  | 2014 | [ 17 ] |
| The Wobblies                                                            | dokumentalny                                   | 1979                  | 2021 | [ 34 ] |
| Wojna światów                                                           | fabularny, pełnometrażowy                      | 1953                  | 2011 | [ 26 ] |
| Wolne pierwiastki                                                       | animowany, eksperymentalny, krótkometrażowy    | 1979                  | 2008 | [ 35 ] |
| Wolny dzień Ferrisa Buellera                                            | fabularny, pełnometrażowy                      | 1986                  | 2014 | [ 17 ] |
| Woodstock                                                               | dokumentalny, pełnometrażowy                   | 1970                  | 1996 | [ 22 ] |
| Wróg publiczny nr 1                                                     | fabularny, pełnometrażowy                      | 1931                  | 1998 | [ 45 ] |
| Wschód słońca                                                           | fabularny, pełnometrażowy                      | 1927                  | 1989 | [ 43 ] |
| Wspaniałość Ambersonów                                                  | fabularny, pełnometrażowy                      | 1942                  | 1991 | [ 19 ] |
| Wspomnienia z podróży na Litwę                                          | dokumentalny, pełnometrażowy                   | 1971–1972             | 2006 | [ 33 ] |
| W szachu                                                                | fabularny, pełnometrażowy                      | 1987                  | 2023 | [ 24 ] |
| Wszyscy ludzie prezydenta                                               | fabularny, pełnometrażowy                      | 1976                  | 2010 | [ 37 ] |
| Wszyscy na scenę                                                        | fabularny, pełnometrażowy                      | 1953                  | 1995 | [ 29 ] |
| Wszystko albo nic                                                       | fabularny, pełnometrażowy                      | 1988                  | 2011 | [ 26 ] |
| Wszystko o Ewie                                                         | fabularny, pełnometrażowy                      | 1950                  | 1990 | [ 44 ] |
| Wszystko, na co niebo zezwala                                           | fabularny, pełnometrażowy                      | 1955                  | 1995 | [ 29 ] |
| Wściekły Byk                                                            | fabularny, pełnometrażowy                      | 1980                  | 1990 | [ 44 ] |
| Wśród obcych                                                            | dokumentalny, pełnometrażowy                   | 2000                  | 2014 | [ 17 ] |
| Wyjęty spod prawa Josey Wales                                           | fabularny, pełnometrażowy                      | 1976                  | 1996 | [ 22 ] |
| Wykiwani                                                                | fabularny, pełnometrażowy                      | 2000                  | 2023 | [ 24 ] |
| Wypowiedziane                                                           | dokumentalny                                   | 1977                  | 2022 | [ 27 ] |
| Wyrok w Norymberdze                                                     | fabularny, pełnometrażowy                      | 1961                  | 2013 | [ 41 ] |
| Wystarczy być                                                           | fabularny, pełnometrażowy                      | 1979                  | 2015 | [ 40 ] |
| Yankee Doodle Dandy                                                     | fabularny, pełnometrażowy                      | 1942                  | 1993 | [ 28 ] |
| Z jasnego nieba                                                         | fabularny, pełnometrażowy                      | 1949                  | 1998 | [ 45 ] |
| Z zimną krwią                                                           | fabularny, pełnometrażowy                      | 1967                  | 2008 | [ 35 ] |
| Zabawna dziewczyna                                                      | fabularny, pełnometrażowy                      | 1968                  | 2016 | [ 20 ] |
| Zabić drozda                                                            | fabularny, pełnometrażowy                      | 1962                  | 1995 | [ 29 ] |
| Zabójcy                                                                 | fabularny, pełnometrażowy                      | 1946                  | 2008 | [ 35 ] |
| Zabójcza mania                                                          | fabularny, pełnometrażowy                      | 1949                  | 1998 | [ 45 ] |
| Zaginiony świat                                                         | fabularny, pełnometrażowy                      | 1925                  | 1998 | [ 45 ] |
| Zagłada domu Usherów                                                    | fabularny, pełnometrażowy                      | 1960                  | 2005 | [ 36 ] |
| Zagubiony horyzont                                                      | fabularny, pełnometrażowy                      | 1937                  | 2016 | [ 20 ] |
| Zakazana planeta                                                        | fabularny, pełnometrażowy                      | 1956                  | 2013 | [ 41 ] |
| Zapruder Film of Kennedy Assassination                                  | amatorski, dokumentalny, krótkometrażowy       | 1963                  | 1994 | [ 23 ] |
| Zakochany kundel                                                        | fabularny, pełnometrażowy                      | 1955                  | 2023 | [ 24 ] |
| Zatopienie Lusitanii                                                    | animowany, krótkometrażowy                     | 1918                  | 2017 | [ 9 ]  |
| Zawrót głowy                                                            | fabularny, pełnometrażowy                      | 1958                  | 1989 | [ 43 ] |
| Zbieg z Alcatraz                                                        | fabularny, pełnometrażowy                      | 1967                  | 2016 | [ 20 ] |
| Zdarzenie w Ox-Bow                                                      | fabularny, pełnometrażowy                      | 1943                  | 1998 | [ 45 ] |
| Zgadnij, kto przyjdzie na obiad                                         | fabularny, pełnometrażowy                      | 1967                  | 2017 | [ 9 ]  |
| Zielona dolina                                                          | fabularny, pełnometrażowy                      | 1941                  | 1990 | [ 44 ] |
| Złamana lilia                                                           | fabularny, pełnometrażowy                      | 1919                  | 1996 | [ 22 ] |
| Złodziej z Bagdadu                                                      | fabularny, pełnometrażowy                      | 1924                  | 1996 | [ 22 ] |
| Złote sidła                                                             | fabularny, pełnometrażowy                      | 1932                  | 1991 | [ 19 ] |
| Zmarły w chwili przybycia                                               | fabularny, pełnometrażowy                      | 1950                  | 2004 | [ 39 ] |
| Znak Zorro                                                              | fabularny, pełnometrażowy                      | 1920                  | 2015 | [ 40 ] |
| Znak Zorro                                                              | fabularny, pełnometrażowy                      | 1940                  | 2009 | [ 47 ] |
| Zniewolony                                                              | fabularny, pełnometrażowy                      | 2013                  | 2023 | [ 24 ] |
| Zwariowany profesor                                                     | fabularny, pełnometrażowy                      | 1963                  | 2004 | [ 39 ] |
| Zwierciadło życia                                                       | fabularny, pełnometrażowy                      | 1959                  | 2015 | [ 40 ] |
| Żądło                                                                   | fabularny, pełnometrażowy                      | 1973                  | 2005 | [ 36 ] |
| Żebro Adama                                                             | fabularny, pełnometrażowy                      | 1949                  | 1992 | [ 31 ] |
| Żelazny koń                                                             | fabularny, pelnometrażowy                      | 1924                  | 2011 | [ 26 ] |
| Żołnierze                                                               | fabularny, pełnometrażowy                      | 1945                  | 2009 | [ 47 ] |
| Życie amerykańskiego strażaka                                           | fabularny, krótkometrażowy                     | 1903                  | 2016 | [ 20 ] |
| Życie Emila Zoli                                                        | fabularny, pełnometrażowy                      | 1937                  | 2000 | [ 30 ] |
| Życie zaczyna się jutro                                                 | fabularny, pełnometrażowy                      | 1928                  | 1999 | [ 46 ] |
| Żyjąca pustynia                                                         | dokumentalny, pełnometrażowy                   | 1953                  | 2000 | [ 30 ] |
| Gliniarz z Beverly Hills                                                | fabularny, pełnometrażowy                      | 1984                  | 2024 | [ 49 ] |
| Mali agenci                                                             | fabularny, pełnometrażowy                      | 2001                  | 2024 | [ 49 ] |
| Dirty Dancing                                                           | fabularny, pełnometrażowy                      | 1987                  | 2024 | [ 49 ] |
| Aniołowie o brudnych twarzach                                           | fabularny, pełnometrażowy                      | 1938                  | 2024 | [ 49 ] |
| Duma Jankesów                                                           | fabularny, pełnometrażowy                      | 1942                  | 2024 | [ 49 ] |
| Najeźdźcy z Marsa                                                       | fabularny, pełnometrażowy                      | 1953                  | 2024 | [ 49 ] |
| Cudotwórczyni                                                           | fabularny, pełnometrażowy                      | 1962                  | 2024 | [ 49 ] |
| Star Trek II: Gniew Khana                                               | fabularny, pełnometrażowy                      | 1982                  | 2024 | [ 49 ] |
| Moje własne Idaho                                                       | fabularny, pełnometrażowy                      | 1991                  | 2024 | [ 49 ] |
| Moja Ameryka                                                            | fabularny, pełnometrażowy                      | 1992                  | 2024 | [ 49 ] |
| Moja rodzina                                                            | fabularny, pełnometrażowy                      | 1995                  | 2024 | [ 49 ] |
| To nie jest kraj dla starych ludzi                                      | fabularny, pełnometrażowy                      | 2007                  | 2024 | [ 49 ] |
| The Social Network                                                      | fabularny, pełnometrażowy                      | 2010                  | 2024 | [ 49 ] |
| Wężowaty taniec Annabelle                                               | dokumentalny, krótkometrażowy                  | 1896                  | 2024 | [ 49 ] |